# Llista d'asteroides (437001-438000)
Llista d'asteroides del 437.001 al 438.000, amb data de descoberta i descobridor. És un fragment de la llista d'asteroides completa. Als asteroides se'ls dona un número quan es confirma la seva òrbita, per tant apareixen llistats aproximadament segons la data de descobriment.

## 437001– 437100
| Nom    | Designació provisional | Data de descobriment   | Lloc de descobriment | Descobridor/s     |
| ------ | ---------------------- | ---------------------- | -------------------- | ----------------- |
| 437001 | 2012 TX225             | 24 de març de 2006     | Kitt Peak            | Spacewatch        |
| 437002 | 2012 TT227             | 20 de novembre de 2003 | Kitt Peak            | Spacewatch        |
| 437003 | 2012 TP232             | 31 d'octubre de 2008   | Catalina             | CSS               |
| 437004 | 2012 TG236             | 16 d'octubre de 2007   | Mount Lemmon         | Mt. Lemmon Survey |
| 437005 | 2012 TE244             | 11 de setembre de 2007 | Mount Lemmon         | Mt. Lemmon Survey |
| 437006 | 2012 TF245             | 11 de març de 2007     | Kitt Peak            | Spacewatch        |
| 437007 | 2012 TU247             | 4 de setembre de 2007  | Mount Lemmon         | Mt. Lemmon Survey |
| 437008 | 2012 TX249             | 21 d'octubre de 2007   | Mount Lemmon         | Mt. Lemmon Survey |
| 437009 | 2012 TR258             | 1 de desembre de 2008  | Kitt Peak            | Spacewatch        |
| 437010 | 2012 TL264             | 7 d'octubre de 2007    | Catalina             | CSS               |
| 437011 | 2012 TN265             | 3 de maig de 2006      | Kitt Peak            | Spacewatch        |
| 437012 | 2012 TO265             | 10 d'abril de 2010     | Kitt Peak            | Spacewatch        |
| 437013 | 2012 TV265             | 8 d'octubre de 2012    | Mount Lemmon         | Mt. Lemmon Survey |
| 437014 | 2012 TW265             | 10 de setembre de 2007 | Mount Lemmon         | Mt. Lemmon Survey |
| 437015 | 2012 TE266             | 13 de setembre de 2007 | Mount Lemmon         | Mt. Lemmon Survey |
| 437016 | 2012 TL268             | 3 de febrer de 2009    | Mount Lemmon         | Mt. Lemmon Survey |
| 437017 | 2012 TA271             | 25 de setembre de 2012 | Mount Lemmon         | Mt. Lemmon Survey |
| 437018 | 2012 TK271             | 29 d'octubre de 2003   | Kitt Peak            | Spacewatch        |
| 437019 | 2012 TJ273             | 25 de setembre de 2012 | Mount Lemmon         | Mt. Lemmon Survey |
| 437020 | 2012 TW273             | 12 de setembre de 2007 | Mount Lemmon         | Mt. Lemmon Survey |
| 437021 | 2012 TY284             | 16 de novembre de 2007 | Mount Lemmon         | Mt. Lemmon Survey |
| 437022 | 2012 TY289             | 20 de setembre de 2001 | Socorro              | LINEAR            |
| 437023 | 2012 TN291             | 31 de gener de 2009    | Kitt Peak            | Spacewatch        |
| 437024 | 2012 TV293             | 18 de setembre de 2006 | Kitt Peak            | Spacewatch        |
| 437025 | 2012 TP294             | 22 d'octubre de 2003   | Kitt Peak            | Spacewatch        |
| 437026 | 2012 TV294             | 18 d'octubre de 1998   | Kitt Peak            | Spacewatch        |
| 437027 | 2012 TY294             | 6 d'octubre de 2012    | Kitt Peak            | Spacewatch        |
| 437028 | 2012 TV295             | 21 d'octubre de 2008   | Kitt Peak            | Spacewatch        |
| 437029 | 2012 TA297             | 30 d'octubre de 2005   | Mount Lemmon         | Mt. Lemmon Survey |
| 437030 | 2012 TB299             | 24 d'agost de 2007     | Kitt Peak            | Spacewatch        |
| 437031 | 2012 TJ301             | 10 d'octubre de 2007   | Mount Lemmon         | Mt. Lemmon Survey |
| 437032 | 2012 TV302             | 18 de setembre de 2012 | Kitt Peak            | Spacewatch        |
| 437033 | 2012 TH306             | 22 de setembre de 2012 | Kitt Peak            | Spacewatch        |
| 437034 | 2012 TM307             | 2 de març de 2006      | Kitt Peak            | Spacewatch        |
| 437035 | 2012 TN307             | 7 de desembre de 1999  | Socorro              | LINEAR            |
| 437036 | 2012 TU309             | 25 d'octubre de 2008   | Kitt Peak            | Spacewatch        |
| 437037 | 2012 TS310             | 6 d'octubre de 1999    | Socorro              | LINEAR            |
| 437038 | 2012 TV311             | 22 d'octubre de 2008   | Kitt Peak            | Spacewatch        |
| 437039 | 2012 TR312             | 16 de desembre de 2007 | Mount Lemmon         | Mt. Lemmon Survey |
| 437040 | 2012 TN313             | 7 d'octubre de 2008    | Mount Lemmon         | Mt. Lemmon Survey |
| 437041 | 2012 TT316             | 3 de desembre de 2008  | Mount Lemmon         | Mt. Lemmon Survey |
| 437042 | 2012 TD317             | 13 de març de 2005     | Mount Lemmon         | Mt. Lemmon Survey |
| 437043 | 2012 TY317             | 9 de novembre de 2001  | Socorro              | LINEAR            |
| 437044 | 2012 TF320             | 6 de juliol de 2003    | Kitt Peak            | Spacewatch        |
| 437045 | 2012 UV                | 18 de setembre de 2012 | Kitt Peak            | Spacewatch        |
| 437046 | 2012 UV6               | 31 de desembre de 2008 | Kitt Peak            | Spacewatch        |
| 437047 | 2012 UJ9               | 18 de desembre de 2001 | Socorro              | LINEAR            |
| 437048 | 2012 UC27              | 29 d'octubre de 2003   | Kitt Peak            | Spacewatch        |
| 437049 | 2012 UK28              | 14 de gener de 2010    | WISE                 | WISE              |
| 437050 | 2012 UN32              | 15 d'octubre de 2007   | Kitt Peak            | Spacewatch        |
| 437051 | 2012 UA35              | 25 d'octubre de 2008   | Mount Lemmon         | Mt. Lemmon Survey |
| 437052 | 2012 US35              | 18 de novembre de 1995 | Kitt Peak            | Spacewatch        |
| 437053 | 2012 UT35              | 8 d'octubre de 2012    | Mount Lemmon         | Mt. Lemmon Survey |
| 437054 | 2012 UQ36              | 16 d'octubre de 2012   | Kitt Peak            | Spacewatch        |
| 437055 | 2012 UA39              | 3 d'agost de 2010      | WISE                 | WISE              |
| 437056 | 2012 UY39              | 18 de novembre de 2007 | Kitt Peak            | Spacewatch        |
| 437057 | 2012 UF40              | 30 de desembre de 2005 | Kitt Peak            | Spacewatch        |
| 437058 | 2012 UH40              | 29 de desembre de 2008 | Kitt Peak            | Spacewatch        |
| 437059 | 2012 US40              | 28 d'octubre de 2008   | Kitt Peak            | Spacewatch        |
| 437060 | 2012 UV40              | 2 d'abril de 2006      | Kitt Peak            | Spacewatch        |
| 437061 | 2012 UQ42              | 19 de setembre de 2003 | Kitt Peak            | Spacewatch        |
| 437062 | 2012 UZ45              | 18 de març de 2010     | Kitt Peak            | Spacewatch        |
| 437063 | 2012 UP46              | 28 d'abril de 2003     | Kitt Peak            | Spacewatch        |
| 437064 | 2012 UC47              | 19 de novembre de 2008 | Mount Lemmon         | Mt. Lemmon Survey |
| 437065 | 2012 UB48              | 15 de març de 2010     | Mount Lemmon         | Mt. Lemmon Survey |
| 437066 | 2012 UQ49              | 10 d'agost de 2007     | Kitt Peak            | Spacewatch        |
| 437067 | 2012 UJ50              | 13 d'octubre de 2001   | Kitt Peak            | Spacewatch        |
| 437068 | 2012 UE52              | 7 d'octubre de 2007    | Mount Lemmon         | Mt. Lemmon Survey |
| 437069 | 2012 UK54              | 9 d'octubre de 2012    | Kitt Peak            | Spacewatch        |
| 437070 | 2012 UT55              | 4 de desembre de 2008  | Mount Lemmon         | Mt. Lemmon Survey |
| 437071 | 2012 UU55              | 6 de juliol de 1997    | Caussols             | ODAS              |
| 437072 | 2012 UZ56              | 7 de novembre de 2007  | Kitt Peak            | Spacewatch        |
| 437073 | 2012 UK59              | 16 de juny de 2006     | Kitt Peak            | Spacewatch        |
| 437074 | 2012 UG60              | 7 d'agost de 2008      | Kitt Peak            | Spacewatch        |
| 437075 | 2012 UM63              | 4 de desembre de 2008  | Mount Lemmon         | Mt. Lemmon Survey |
| 437076 | 2012 US65              | 20 d'octubre de 2012   | Kitt Peak            | Spacewatch        |
| 437077 | 2012 UT66              | 28 d'octubre de 2008   | Kitt Peak            | Spacewatch        |
| 437078 | 2012 UL67              | 19 de novembre de 2007 | Kitt Peak            | Spacewatch        |
| 437079 | 2012 UK69              | 13 de març de 2011     | Mount Lemmon         | Mt. Lemmon Survey |
| 437080 | 2012 UO69              | 30 de setembre de 2006 | Kitt Peak            | Spacewatch        |
| 437081 | 2012 UH71              | 1 de novembre de 2007  | Mount Lemmon         | Mt. Lemmon Survey |
| 437082 | 2012 UU71              | 2 de novembre de 2008  | Mount Lemmon         | Mt. Lemmon Survey |
| 437083 | 2012 UZ71              | 28 d'octubre de 2008   | Kitt Peak            | Spacewatch        |
| 437084 | 2012 UQ75              | 18 d'abril de 2007     | Mount Lemmon         | Mt. Lemmon Survey |
| 437085 | 2012 UY75              | 2 d'abril de 2006      | Kitt Peak            | Spacewatch        |
| 437086 | 2012 US76              | 22 de maig de 2011     | Mount Lemmon         | Mt. Lemmon Survey |
| 437087 | 2012 UL77              | 12 de setembre de 2007 | Catalina             | CSS               |
| 437088 | 2012 US77              | 27 de març de 2011     | Mount Lemmon         | Mt. Lemmon Survey |
| 437089 | 2012 UA78              | 6 d'octubre de 2012    | Mount Lemmon         | Mt. Lemmon Survey |
| 437090 | 2012 UM78              | 19 de novembre de 2007 | Kitt Peak            | Spacewatch        |
| 437091 | 2012 UK83              | 27 d'octubre de 2003   | Kitt Peak            | Spacewatch        |
| 437092 | 2012 UU83              | 30 de maig de 2006     | Kitt Peak            | Spacewatch        |
| 437093 | 2012 US84              | 30 de setembre de 2005 | Mount Lemmon         | Mt. Lemmon Survey |
| 437094 | 2012 UU86              | 2 de juny de 2010      | WISE                 | WISE              |
| 437095 | 2012 UJ88              | 20 de setembre de 2006 | Kitt Peak            | Spacewatch        |
| 437096 | 2012 UZ88              | 16 de febrer de 2010   | WISE                 | WISE              |
| 437097 | 2012 UR91              | 20 de febrer de 2009   | Kitt Peak            | Spacewatch        |
| 437098 | 2012 UE97              | 21 de setembre de 2012 | Kitt Peak            | Spacewatch        |
| 437099 | 2012 UB99              | 20 d'octubre de 2003   | Kitt Peak            | Spacewatch        |
| 437100 | 2012 US101             | 3 de novembre de 2007  | Kitt Peak            | Spacewatch        |

## 437101– 437200
| Nom    | Designació provisional | Data de descobriment   | Lloc de descobriment | Descobridor/s     |
| ------ | ---------------------- | ---------------------- | -------------------- | ----------------- |
| 437101 | 2012 UO103             | 8 d'octubre de 2007    | Kitt Peak            | Spacewatch        |
| 437102 | 2012 UK106             | 17 de setembre de 2006 | Kitt Peak            | Spacewatch        |
| 437103 | 2012 UJ109             | 26 de març de 2006     | Kitt Peak            | Spacewatch        |
| 437104 | 2012 UD110             | 22 de desembre de 2008 | Mount Lemmon         | Mt. Lemmon Survey |
| 437105 | 2012 UE110             | 7 de novembre de 2008  | Mount Lemmon         | Mt. Lemmon Survey |
| 437106 | 2012 UW110             | 27 d'octubre de 1994   | Kitt Peak            | Spacewatch        |
| 437107 | 2012 UD113             | 4 d'octubre de 2007    | Kitt Peak            | Spacewatch        |
| 437108 | 2012 UH113             | 8 d'octubre de 2012    | Kitt Peak            | Spacewatch        |
| 437109 | 2012 UB116             | 31 de gener de 2009    | Mount Lemmon         | Mt. Lemmon Survey |
| 437110 | 2012 UX117             | 22 de desembre de 2008 | Kitt Peak            | Spacewatch        |
| 437111 | 2012 UK119             | 9 d'octubre de 2012    | Mount Lemmon         | Mt. Lemmon Survey |
| 437112 | 2012 UP125             | 16 de març de 2009     | Mount Lemmon         | Mt. Lemmon Survey |
| 437113 | 2012 UN126             | 15 de desembre de 2001 | Socorro              | LINEAR            |
| 437114 | 2012 UE127             | 4 de desembre de 2008  | Kitt Peak            | Spacewatch        |
| 437115 | 2012 UH131             | 15 de novembre de 2003 | Kitt Peak            | Spacewatch        |
| 437116 | 2012 UP132             | 18 de març de 2010     | Mount Lemmon         | Mt. Lemmon Survey |
| 437117 | 2012 UQ133             | 10 d'octubre de 2008   | Mount Lemmon         | Mt. Lemmon Survey |
| 437118 | 2012 UD134             | 28 de juliol de 2011   | Haleakala            | Pan-STARRS 1      |
| 437119 | 2012 UT135             | 22 de novembre de 2008 | Kitt Peak            | Spacewatch        |
| 437120 | 2012 UW135             | 15 de novembre de 2007 | Catalina             | CSS               |
| 437121 | 2012 UL137             | 13 d'octubre de 1999   | Kitt Peak            | Spacewatch        |
| 437122 | 2012 UN137             | 6 d'octubre de 1996    | Kitt Peak            | Spacewatch        |
| 437123 | 2012 US139             | 20 de gener de 2009    | Kitt Peak            | Spacewatch        |
| 437124 | 2012 UL142             | 15 d'octubre de 2012   | Mount Lemmon         | Mt. Lemmon Survey |
| 437125 | 2012 UV145             | 31 de desembre de 2008 | Mount Lemmon         | Mt. Lemmon Survey |
| 437126 | 2012 UA148             | 9 de maig de 2011      | Kitt Peak            | Spacewatch        |
| 437127 | 2012 UL149             | 22 de setembre de 1995 | Kitt Peak            | Spacewatch        |
| 437128 | 2012 UT149             | 11 de març de 2005     | Mount Lemmon         | Mt. Lemmon Survey |
| 437129 | 2012 UF150             | 9 de novembre de 2007  | Kitt Peak            | Spacewatch        |
| 437130 | 2012 UU153             | 30 de desembre de 2008 | Kitt Peak            | Spacewatch        |
| 437131 | 2012 UR157             | 7 de setembre de 2004  | Socorro              | LINEAR            |
| 437132 | 2012 UL160             | 9 de setembre de 2008  | Mount Lemmon         | Mt. Lemmon Survey |
| 437133 | 2012 UE165             | 24 de juliol de 1979   | Palomar              | Bus, S. J.        |
| 437134 | 2012 UX165             | 13 de setembre de 2007 | Kitt Peak            | Spacewatch        |
| 437135 | 2012 UP166             | 22 de febrer de 1998   | Kitt Peak            | Spacewatch        |
| 437136 | 2012 UJ168             | 9 de novembre de 2008  | Mount Lemmon         | Mt. Lemmon Survey |
| 437137 | 2012 UG169             | 7 de setembre de 1999  | Socorro              | LINEAR            |
| 437138 | 2012 VN3               | 12 de setembre de 2007 | Mount Lemmon         | Mt. Lemmon Survey |
| 437139 | 2012 VV7               | 10 de setembre de 2007 | Kitt Peak            | Spacewatch        |
| 437140 | 2012 VA8               | 22 d'octubre de 2003   | Kitt Peak            | Spacewatch        |
| 437141 | 2012 VK10              | 11 de setembre de 2007 | Mount Lemmon         | Mt. Lemmon Survey |
| 437142 | 2012 VM10              | 20 de maig de 2010     | Mount Lemmon         | Mt. Lemmon Survey |
| 437143 | 2012 VH12              | 20 de setembre de 2007 | Kitt Peak            | Spacewatch        |
| 437144 | 2012 VG13              | 23 d'octubre de 2008   | Mount Lemmon         | Mt. Lemmon Survey |
| 437145 | 2012 VZ15              | 5 de desembre de 2007  | Mount Lemmon         | Mt. Lemmon Survey |
| 437146 | 2012 VS17              | 2 d'octubre de 2006    | Mount Lemmon         | Mt. Lemmon Survey |
| 437147 | 2012 VC18              | 7 de maig de 2006      | Mount Lemmon         | Mt. Lemmon Survey |
| 437148 | 2012 VN21              | 23 d'abril de 2004     | Desert Eagle         | Yeung, W. K. Y.   |
| 437149 | 2012 VC24              | 31 d'octubre de 2008   | Kitt Peak            | Spacewatch        |
| 437150 | 2012 VE29              | 3 d'octubre de 2006    | Mount Lemmon         | Mt. Lemmon Survey |
| 437151 | 2012 VG30              | 19 d'octubre de 2003   | Kitt Peak            | Spacewatch        |
| 437152 | 2012 VG31              | 2 d'abril de 2009      | Mount Lemmon         | Mt. Lemmon Survey |
| 437153 | 2012 VX34              | 7 de novembre de 2012  | Kitt Peak            | Spacewatch        |
| 437154 | 2012 VN35              | 8 d'octubre de 2012    | Mount Lemmon         | Mt. Lemmon Survey |
| 437155 | 2012 VC36              | 10 d'octubre de 2007   | Kitt Peak            | Spacewatch        |
| 437156 | 2012 VG36              | 14 de novembre de 2007 | Mount Lemmon         | Mt. Lemmon Survey |
| 437157 | 2012 VN36              | 14 de novembre de 2007 | Kitt Peak            | Spacewatch        |
| 437158 | 2012 VV37              | 26 d'abril de 2011     | Kitt Peak            | Spacewatch        |
| 437159 | 2012 VO39              | 31 de gener de 2006    | Kitt Peak            | Spacewatch        |
| 437160 | 2012 VZ39              | 9 d'octubre de 2012    | Mount Lemmon         | Mt. Lemmon Survey |
| 437161 | 2012 VB40              | 16 d'octubre de 2007   | Mount Lemmon         | Mt. Lemmon Survey |
| 437162 | 2012 VJ41              | 22 d'abril de 2004     | Kitt Peak            | Spacewatch        |
| 437163 | 2012 VC46              | 14 de setembre de 2007 | Catalina             | CSS               |
| 437164 | 2012 VX46              | 29 d'octubre de 2008   | Mount Lemmon         | Mt. Lemmon Survey |
| 437165 | 2012 VO47              | 12 de setembre de 2007 | Mount Lemmon         | Mt. Lemmon Survey |
| 437166 | 2012 VA49              | 23 de setembre de 1998 | Kitt Peak            | Spacewatch        |
| 437167 | 2012 VW49              | 15 d'octubre de 2007   | Mount Lemmon         | Mt. Lemmon Survey |
| 437168 | 2012 VX49              | 8 de maig de 2005      | Kitt Peak            | Spacewatch        |
| 437169 | 2012 VD53              | 19 de novembre de 2008 | Mount Lemmon         | Mt. Lemmon Survey |
| 437170 | 2012 VT58              | 1 de gener de 2009     | Kitt Peak            | Spacewatch        |
| 437171 | 2012 VY60              | 10 d'octubre de 2007   | Kitt Peak            | Spacewatch        |
| 437172 | 2012 VA63              | 1 de novembre de 2008  | Mount Lemmon         | Mt. Lemmon Survey |
| 437173 | 2012 VL65              | 8 d'octubre de 2012    | Kitt Peak            | Spacewatch        |
| 437174 | 2012 VK66              | 30 d'octubre de 2007   | Mount Lemmon         | Mt. Lemmon Survey |
| 437175 | 2012 VE67              | 27 d'octubre de 2003   | Kitt Peak            | Spacewatch        |
| 437176 | 2012 VD71              | 29 de desembre de 2008 | Mount Lemmon         | Mt. Lemmon Survey |
| 437177 | 2012 VK71              | 19 de novembre de 2003 | Kitt Peak            | Spacewatch        |
| 437178 | 2012 VR71              | 15 de novembre de 2003 | Kitt Peak            | Spacewatch        |
| 437179 | 2012 VV71              | 22 d'octubre de 2003   | Kitt Peak            | Spacewatch        |
| 437180 | 2012 VN74              | 18 de març de 2010     | Kitt Peak            | Spacewatch        |
| 437181 | 2012 VS79              | 16 de gener de 2005    | Kitt Peak            | Spacewatch        |
| 437182 | 2012 VO81              | 31 d'octubre de 1999   | Kitt Peak            | Spacewatch        |
| 437183 | 2012 VG83              | 21 d'octubre de 2012   | Kitt Peak            | Spacewatch        |
| 437184 | 2012 VE91              | 23 de febrer de 2010   | WISE                 | WISE              |
| 437185 | 2012 VU92              | 4 de novembre de 2007  | Kitt Peak            | Spacewatch        |
| 437186 | 2012 VY94              | 21 d'agost de 2006     | Kitt Peak            | Spacewatch        |
| 437187 | 2012 VX97              | 21 d'agost de 2007     | Anderson Mesa        | LONEOS            |
| 437188 | 2012 VJ99              | 19 de novembre de 2008 | Mount Lemmon         | Mt. Lemmon Survey |
| 437189 | 2012 VB100             | 26 de juliol de 1995   | Kitt Peak            | Spacewatch        |
| 437190 | 2012 VQ101             | 16 de març de 2007     | Mount Lemmon         | Mt. Lemmon Survey |
| 437191 | 2012 VO102             | 2 de novembre de 2007  | Mount Lemmon         | Mt. Lemmon Survey |
| 437192 | 2012 VN106             | 27 d'agost de 2011     | Zelenchukskaya Stn   | Kryachko, T. V.   |
| 437193 | 2012 VX106             | 14 d'octubre de 2012   | Kitt Peak            | Spacewatch        |
| 437194 | 2012 VJ111             | 31 de desembre de 2008 | Mount Lemmon         | Mt. Lemmon Survey |
| 437195 | 2012 WV                | 21 d'octubre de 2012   | Kitt Peak            | Spacewatch        |
| 437196 | 2012 WK1               | 21 d'octubre de 2008   | Kitt Peak            | Spacewatch        |
| 437197 | 2012 WX1               | 19 de setembre de 2007 | Kitt Peak            | Spacewatch        |
| 437198 | 2012 WB3               | 14 de setembre de 2006 | Kitt Peak            | Spacewatch        |
| 437199 | 2012 WP4               | 15 de desembre de 2004 | Socorro              | LINEAR            |
| 437200 | 2012 WY5               | 14 de novembre de 2007 | Kitt Peak            | Spacewatch        |

## 437201– 437300
| Nom    | Designació provisional | Data de descobriment   | Lloc de descobriment | Descobridor/s                        |
| ------ | ---------------------- | ---------------------- | -------------------- | ------------------------------------ |
| 437201 | 2012 WZ5               | 17 de novembre de 2001 | Kitt Peak            | Spacewatch                           |
| 437202 | 2012 WC8               | 17 de setembre de 2006 | Kitt Peak            | Spacewatch                           |
| 437203 | 2012 WT8               | 9 de maig de 2004      | Kitt Peak            | Spacewatch                           |
| 437204 | 2012 WY9               | 2 d'octubre de 2006    | Mount Lemmon         | Mt. Lemmon Survey                    |
| 437205 | 2012 WB10              | 7 de gener de 2009     | Kitt Peak            | Spacewatch                           |
| 437206 | 2012 WY10              | 16 de gener de 2009    | Kitt Peak            | Spacewatch                           |
| 437207 | 2012 WA11              | 15 de setembre de 2007 | Kitt Peak            | Spacewatch                           |
| 437208 | 2012 WD11              | 28 d'octubre de 2008   | Kitt Peak            | Spacewatch                           |
| 437209 | 2012 WH11              | 2 de novembre de 2007  | Kitt Peak            | Spacewatch                           |
| 437210 | 2012 WB12              | 10 de maig de 2010     | WISE                 | WISE                                 |
| 437211 | 2012 WF13              | 26 d'abril de 2006     | Mount Lemmon         | Mt. Lemmon Survey                    |
| 437212 | 2012 WS13              | 19 de març de 2010     | Mount Lemmon         | Mt. Lemmon Survey                    |
| 437213 | 2012 WB15              | 9 de desembre de 2004  | Kitt Peak            | Spacewatch                           |
| 437214 | 2012 WE17              | 18 de novembre de 2008 | Catalina             | CSS                                  |
| 437215 | 2012 WV17              | 21 d'octubre de 2006   | Kitt Peak            | Spacewatch                           |
| 437216 | 2012 WS19              | 4 de desembre de 2007  | Kitt Peak            | Spacewatch                           |
| 437217 | 2012 WZ22              | 22 de desembre de 2008 | Kitt Peak            | Spacewatch                           |
| 437218 | 2012 WJ23              | 7 de novembre de 2012  | Mount Lemmon         | Mt. Lemmon Survey                    |
| 437219 | 2012 WP23              | 2 de desembre de 2008  | Kitt Peak            | Spacewatch                           |
| 437220 | 2012 WX24              | 27 d'agost de 2006     | Anderson Mesa        | LONEOS                               |
| 437221 | 2012 WF25              | 17 d'abril de 2009     | Mount Lemmon         | Mt. Lemmon Survey                    |
| 437222 | 2012 WM30              | 16 de febrer de 2010   | WISE                 | WISE                                 |
| 437223 | 2012 WO35              | 13 de novembre de 2007 | Mount Lemmon         | Mt. Lemmon Survey                    |
| 437224 | 2012 XW1               | 14 d'octubre de 1995   | Xinglong             | Beijing Schmidt CCD Asteroid Program |
| 437225 | 2012 XT3               | 1 de desembre de 2008  | Kitt Peak            | Spacewatch                           |
| 437226 | 2012 XJ4               | 28 d'abril de 2003     | Kitt Peak            | Spacewatch                           |
| 437227 | 2012 XG5               | 14 de setembre de 2007 | Kitt Peak            | Spacewatch                           |
| 437228 | 2012 XM5               | 4 d'octubre de 2006    | Mount Lemmon         | Mt. Lemmon Survey                    |
| 437229 | 2012 XQ5               | 22 de setembre de 2001 | Kitt Peak            | Spacewatch                           |
| 437230 | 2012 XV5               | 11 de gener de 2008    | Mount Lemmon         | Mt. Lemmon Survey                    |
| 437231 | 2012 XX5               | 4 de novembre de 2007  | Mount Lemmon         | Mt. Lemmon Survey                    |
| 437232 | 2012 XX7               | 2 de novembre de 2007  | Mount Lemmon         | Mt. Lemmon Survey                    |
| 437233 | 2012 XL12              | 23 de maig de 2011     | Mount Lemmon         | Mt. Lemmon Survey                    |
| 437234 | 2012 XM17              | 22 d'octubre de 2012   | Mount Lemmon         | Mt. Lemmon Survey                    |
| 437235 | 2012 XB20              | 11 d'octubre de 2007   | Kitt Peak            | Spacewatch                           |
| 437236 | 2012 XO20              | 19 de desembre de 2007 | Mount Lemmon         | Mt. Lemmon Survey                    |
| 437237 | 2012 XG21              | 30 de novembre de 2003 | Kitt Peak            | Spacewatch                           |
| 437238 | 2012 XV21              | 14 de desembre de 2003 | Kitt Peak            | Spacewatch                           |
| 437239 | 2012 XB22              | 16 de desembre de 2007 | Kitt Peak            | Spacewatch                           |
| 437240 | 2012 XM23              | 18 de novembre de 2003 | Kitt Peak            | Spacewatch                           |
| 437241 | 2012 XH24              | 8 d'agost de 2007      | Siding Spring        | Siding Spring Survey                 |
| 437242 | 2012 XZ25              | 20 de novembre de 2001 | Socorro              | LINEAR                               |
| 437243 | 2012 XG27              | 16 de novembre de 2006 | Mount Lemmon         | Mt. Lemmon Survey                    |
| 437244 | 2012 XG28              | 17 d'octubre de 2007   | Mount Lemmon         | Mt. Lemmon Survey                    |
| 437245 | 2012 XC29              | 3 d'agost de 2010      | WISE                 | WISE                                 |
| 437246 | 2012 XX38              | 8 de maig de 2005      | Kitt Peak            | Spacewatch                           |
| 437247 | 2012 XN49              | 17 de novembre de 1995 | Kitt Peak            | Spacewatch                           |
| 437248 | 2012 XA50              | 14 de febrer de 2010   | Kitt Peak            | Spacewatch                           |
| 437249 | 2012 XV51              | 22 de juliol de 2007   | Siding Spring        | Siding Spring Survey                 |
| 437250 | 2012 XW59              | 1 de juliol de 2011    | Kitt Peak            | Spacewatch                           |
| 437251 | 2012 XU65              | 21 d'abril de 2009     | Mount Lemmon         | Mt. Lemmon Survey                    |
| 437252 | 2012 XZ70              | 19 d'abril de 1998     | Kitt Peak            | Spacewatch                           |
| 437253 | 2012 XF80              | 28 de setembre de 2006 | Mount Lemmon         | Mt. Lemmon Survey                    |
| 437254 | 2012 XS85              | 17 de gener de 2005    | Socorro              | LINEAR                               |
| 437255 | 2012 XV93              | 26 de novembre de 2003 | Kitt Peak            | Spacewatch                           |
| 437256 | 2012 XZ93              | 9 de desembre de 2004  | Kitt Peak            | Spacewatch                           |
| 437257 | 2012 XA96              | 26 de novembre de 2012 | Mount Lemmon         | Mt. Lemmon Survey                    |
| 437258 | 2012 XK96              | 7 de novembre de 2007  | Kitt Peak            | Spacewatch                           |
| 437259 | 2012 XC105             | 17 d'octubre de 1995   | Kitt Peak            | Spacewatch                           |
| 437260 | 2012 XB108             | 18 de desembre de 2001 | Socorro              | LINEAR                               |
| 437261 | 2012 XE110             | 16 de desembre de 2004 | Catalina             | CSS                                  |
| 437262 | 2012 XD115             | 2 de novembre de 2007  | Kitt Peak            | Spacewatch                           |
| 437263 | 2012 XC117             | 5 de novembre de 2012  | Kitt Peak            | Spacewatch                           |
| 437264 | 2012 XJ122             | 20 de desembre de 2001 | Kitt Peak            | Spacewatch                           |
| 437265 | 2012 XG123             | 15 de gener de 2008    | Kitt Peak            | Spacewatch                           |
| 437266 | 2012 XG126             | 21 de novembre de 2008 | Kitt Peak            | Spacewatch                           |
| 437267 | 2012 XK126             | 12 de maig de 2010     | Mount Lemmon         | Mt. Lemmon Survey                    |
| 437268 | 2012 XW128             | 11 d'octubre de 2007   | Mount Lemmon         | Mt. Lemmon Survey                    |
| 437269 | 2012 XC137             | 14 de novembre de 2007 | Mount Lemmon         | Mt. Lemmon Survey                    |
| 437270 | 2012 XM139             | 30 de juliol de 2008   | Mount Lemmon         | Mt. Lemmon Survey                    |
| 437271 | 2012 XV140             | 4 de maig de 2005      | Kitt Peak            | Spacewatch                           |
| 437272 | 2012 XJ144             | 28 de setembre de 2006 | Catalina             | CSS                                  |
| 437273 | 2012 XP147             | 11 de juny de 2010     | Mount Lemmon         | Mt. Lemmon Survey                    |
| 437274 | 2012 XE148             | 8 de novembre de 2007  | Mount Lemmon         | Mt. Lemmon Survey                    |
| 437275 | 2012 XL150             | 15 de desembre de 2001 | Socorro              | LINEAR                               |
| 437276 | 2012 XZ154             | 19 de setembre de 2006 | Catalina             | CSS                                  |
| 437277 | 2012 XS155             | 2 de juny de 2011      | Mount Lemmon         | Mt. Lemmon Survey                    |
| 437278 | 2013 AW1               | 21 d'octubre de 2006   | Mount Lemmon         | Mt. Lemmon Survey                    |
| 437279 | 2013 AB6               | 11 de juny de 2010     | Mount Lemmon         | Mt. Lemmon Survey                    |
| 437280 | 2013 AV14              | 26 de novembre de 2009 | Mount Lemmon         | Mt. Lemmon Survey                    |
| 437281 | 2013 AF25              | 18 de novembre de 2007 | Mount Lemmon         | Mt. Lemmon Survey                    |
| 437282 | 2013 AU94              | 8 de juny de 2007      | Kitt Peak            | Spacewatch                           |
| 437283 | 2013 AT96              | 2 de novembre de 2010  | Mount Lemmon         | Mt. Lemmon Survey                    |
| 437284 | 2013 AG103             | 10 de gener de 2008    | Mount Lemmon         | Mt. Lemmon Survey                    |
| 437285 | 2013 AU131             | 19 de setembre de 2011 | Mount Lemmon         | Mt. Lemmon Survey                    |
| 437286 | 2013 AP132             | 3 de gener de 2013     | Mount Lemmon         | Mt. Lemmon Survey                    |
| 437287 | 2013 AY132             | 10 d'octubre de 2010   | Mount Lemmon         | Mt. Lemmon Survey                    |
| 437288 | 2013 AN133             | 24 de setembre de 2009 | Mount Lemmon         | Mt. Lemmon Survey                    |
| 437289 | 2013 AX140             | 17 de març de 2004     | Kitt Peak            | Spacewatch                           |
| 437290 | 2013 BH1               | 6 de novembre de 2010  | Mount Lemmon         | Mt. Lemmon Survey                    |
| 437291 | 2013 BP2               | 29 de juliol de 2010   | WISE                 | WISE                                 |
| 437292 | 2013 BG17              | 16 de gener de 2013    | Mount Lemmon         | Mt. Lemmon Survey                    |
| 437293 | 2013 BS21              | 23 de setembre de 2011 | Catalina             | CSS                                  |
| 437294 | 2013 BK31              | 3 de novembre de 2010  | Mount Lemmon         | Mt. Lemmon Survey                    |
| 437295 | 2013 BJ37              | 7 de desembre de 2012  | Mount Lemmon         | Mt. Lemmon Survey                    |
| 437296 | 2013 BK40              | 5 de gener de 2013     | Kitt Peak            | Spacewatch                           |
| 437297 | 2013 BS54              | 13 de novembre de 2006 | Catalina             | CSS                                  |
| 437298 | 2013 BR64              | 28 d'octubre de 2010   | Mount Lemmon         | Mt. Lemmon Survey                    |
| 437299 | 2013 BY67              | 18 d'octubre de 2011   | Catalina             | CSS                                  |
| 437300 | 2013 BR71              | 10 de gener de 2013    | Kitt Peak            | Spacewatch                           |

## 437301– 437400
| Nom    | Designació provisional | Data de descobriment   | Lloc de descobriment | Descobridor/s        |
| ------ | ---------------------- | ---------------------- | -------------------- | -------------------- |
| 437301 | 2013 CW10              | 13 d'octubre de 2007   | Mount Lemmon         | Mt. Lemmon Survey    |
| 437302 | 2013 CK13              | 25 de novembre de 2010 | Mount Lemmon         | Mt. Lemmon Survey    |
| 437303 | 2013 CJ15              | 29 de maig de 2010     | WISE                 | WISE                 |
| 437304 | 2013 CK34              | 18 de gener de 2013    | Mount Lemmon         | Mt. Lemmon Survey    |
| 437305 | 2013 CX39              | 14 de novembre de 2010 | Mount Lemmon         | Mt. Lemmon Survey    |
| 437306 | 2013 CG85              | 21 d'agost de 2000     | Anderson Mesa        | LONEOS               |
| 437307 | 2013 CG104             | 14 de novembre de 2010 | Mount Lemmon         | Mt. Lemmon Survey    |
| 437308 | 2013 CF133             | 10 de gener de 2013    | Kitt Peak            | Spacewatch           |
| 437309 | 2013 CY199             | 3 de desembre de 2010  | Mount Lemmon         | Mt. Lemmon Survey    |
| 437310 | 2013 CN206             | 27 de setembre de 2009 | Kitt Peak            | Spacewatch           |
| 437311 | 2013 CF217             | 28 de setembre de 2008 | Mount Lemmon         | Mt. Lemmon Survey    |
| 437312 | 2013 DR14              | 18 de gener de 2012    | Mount Lemmon         | Mt. Lemmon Survey    |
| 437313 | 2013 EK73              | 24 de febrer de 2012   | Mount Lemmon         | Mt. Lemmon Survey    |
| 437314 | 2013 JA15              | 17 de novembre de 2009 | Mount Lemmon         | Mt. Lemmon Survey    |
| 437315 | 2013 NQ22              | 23 d'abril de 2007     | Kitt Peak            | Spacewatch           |
| 437316 | 2013 OS3               | 16 de juliol de 2013   | Haleakala            | Pan-STARRS 1         |
| 437317 | 2013 PW2               | 29 d'agost de 2000     | Socorro              | LINEAR               |
| 437318 | 2013 PN6               | 21 de gener de 2004    | Socorro              | LINEAR               |
| 437319 | 2013 PO6               | 17 de desembre de 2003 | Kitt Peak            | Spacewatch           |
| 437320 | 2013 PJ42              | 25 de desembre de 2010 | Mount Lemmon         | Mt. Lemmon Survey    |
| 437321 | 2013 PG44              | 17 de febrer de 2010   | Mount Lemmon         | Mt. Lemmon Survey    |
| 437322 | 2013 PE69              | 10 de juny de 2013     | Mount Lemmon         | Mt. Lemmon Survey    |
| 437323 | 2013 PF74              | 17 d'octubre de 2006   | Catalina             | CSS                  |
| 437324 | 2013 QP10              | 27 de novembre de 2011 | Mount Lemmon         | Mt. Lemmon Survey    |
| 437325 | 2013 QV53              | 18 de gener de 2012    | Mount Lemmon         | Mt. Lemmon Survey    |
| 437326 | 2013 RD                | 13 de febrer de 2007   | Socorro              | LINEAR               |
| 437327 | 2013 RK1               | 1 d'octubre de 2005    | Catalina             | CSS                  |
| 437328 | 2013 RM5               | 1 de setembre de 2005  | Anderson Mesa        | LONEOS               |
| 437329 | 2013 RV35              | 26 de febrer de 2011   | Mount Lemmon         | Mt. Lemmon Survey    |
| 437330 | 2013 RG37              | 23 d'octubre de 2006   | Mount Lemmon         | Mt. Lemmon Survey    |
| 437331 | 2013 RZ47              | 28 de març de 2011     | Mount Lemmon         | Mt. Lemmon Survey    |
| 437332 | 2013 RH53              | 23 de setembre de 2000 | Anderson Mesa        | LONEOS               |
| 437333 | 2013 RC57              | 3 de febrer de 2008    | Kitt Peak            | Spacewatch           |
| 437334 | 2013 RC94              | 14 de setembre de 2013 | Kitt Peak            | Spacewatch           |
| 437335 | 2013 SH                | 17 d'octubre de 2003   | Anderson Mesa        | LONEOS               |
| 437336 | 2013 SY29              | 12 d'octubre de 2007   | Mount Lemmon         | Mt. Lemmon Survey    |
| 437337 | 2013 SR40              | 15 de març de 2004     | Catalina             | CSS                  |
| 437338 | 2013 SK66              | 21 de setembre de 2003 | Kitt Peak            | Spacewatch           |
| 437339 | 2013 ST76              | 20 d'abril de 2007     | Mount Lemmon         | Mt. Lemmon Survey    |
| 437340 | 2013 SM78              | 19 de novembre de 2006 | Kitt Peak            | Spacewatch           |
| 437341 | 2013 TX12              | 6 de novembre de 2010  | Mount Lemmon         | Mt. Lemmon Survey    |
| 437342 | 2013 TU13              | 4 de desembre de 2010  | Mount Lemmon         | Mt. Lemmon Survey    |
| 437343 | 2013 TM16              | 31 d'octubre de 2006   | Kitt Peak            | Spacewatch           |
| 437344 | 2013 TR23              | 15 de febrer de 2010   | WISE                 | WISE                 |
| 437345 | 2013 TO24              | 13 de novembre de 2010 | Kitt Peak            | Spacewatch           |
| 437346 | 2013 TM39              | 2 d'octubre de 2013    | Mount Lemmon         | Mt. Lemmon Survey    |
| 437347 | 2013 TK41              | 13 de febrer de 2011   | Mount Lemmon         | Mt. Lemmon Survey    |
| 437348 | 2013 TF51              | 12 de març de 2007     | Mount Lemmon         | Mt. Lemmon Survey    |
| 437349 | 2013 TA53              | 22 d'octubre de 2003   | Kitt Peak            | Spacewatch           |
| 437350 | 2013 TC59              | 10 de febrer de 2011   | Catalina             | CSS                  |
| 437351 | 2013 TL65              | 21 de setembre de 2003 | Kitt Peak            | Spacewatch           |
| 437352 | 2013 TQ91              | 8 de novembre de 2007  | Mount Lemmon         | Mt. Lemmon Survey    |
| 437353 | 2013 TN102             | 4 d'octubre de 1997    | Kitt Peak            | Spacewatch           |
| 437354 | 2013 TB116             | 20 de setembre de 2006 | Catalina             | CSS                  |
| 437355 | 2013 TL119             | 11 de gener de 2008    | Kitt Peak            | Spacewatch           |
| 437356 | 2013 TS130             | 13 de juny de 2010     | WISE                 | WISE                 |
| 437357 | 2013 TF138             | 27 d'octubre de 2005   | Mount Lemmon         | Mt. Lemmon Survey    |
| 437358 | 2013 TT142             | 29 d'agost de 2009     | Kitt Peak            | Spacewatch           |
| 437359 | 2013 TW144             | 29 d'agost de 2006     | Catalina             | CSS                  |
| 437360 | 2013 TV158             | 12 d'agost de 2013     | Haleakala            | Pan-STARRS 1         |
| 437361 | 2013 UO2               | 7 d'octubre de 2005    | Mount Lemmon         | Mt. Lemmon Survey    |
| 437362 | 2013 UG3               | 18 de febrer de 2012   | Catalina             | CSS                  |
| 437363 | 2013 UA4               | 5 de desembre de 2000  | Socorro              | LINEAR               |
| 437364 | 2013 UP4               | 29 d'octubre de 2008   | Kitt Peak            | Spacewatch           |
| 437365 | 2013 UQ11              | 27 de setembre de 2000 | Socorro              | LINEAR               |
| 437366 | 2013 UK12              | 20 de novembre de 2000 | Socorro              | LINEAR               |
| 437367 | 2013 VU2               | 22 de desembre de 2005 | Catalina             | CSS                  |
| 437368 | 2013 VP3               | 20 de desembre de 2003 | Socorro              | LINEAR               |
| 437369 | 2013 VZ6               | 5 de desembre de 2002  | Socorro              | LINEAR               |
| 437370 | 2013 VE7               | 25 de febrer de 2011   | Mount Lemmon         | Mt. Lemmon Survey    |
| 437371 | 2013 VO9               | 6 de setembre de 2005  | Siding Spring        | Siding Spring Survey |
| 437372 | 2013 VM15              | 4 de març de 2010      | WISE                 | WISE                 |
| 437373 | 2013 VY17              | 12 de gener de 2010    | Catalina             | CSS                  |
| 437374 | 2013 VC20              | 15 d'abril de 2012     | Catalina             | CSS                  |
| 437375 | 2013 VF20              | 14 de març de 2007     | Mount Lemmon         | Mt. Lemmon Survey    |
| 437376 | 2013 WV1               | 29 de setembre de 2008 | Kitt Peak            | Spacewatch           |
| 437377 | 2013 WF6               | 2 de gener de 2011     | Mount Lemmon         | Mt. Lemmon Survey    |
| 437378 | 2013 WP11              | 12 de setembre de 2004 | Socorro              | LINEAR               |
| 437379 | 2013 WR18              | 22 de gener de 2004    | Socorro              | LINEAR               |
| 437380 | 2013 WY21              | 1 de maig de 2003      | Kitt Peak            | Spacewatch           |
| 437381 | 2013 WH24              | 11 de novembre de 2007 | Mount Lemmon         | Mt. Lemmon Survey    |
| 437382 | 2013 WY29              | 4 d'abril de 2008      | Kitt Peak            | Spacewatch           |
| 437383 | 2013 WS31              | 23 de novembre de 2006 | Kitt Peak            | Spacewatch           |
| 437384 | 2013 WO37              | 15 de desembre de 2009 | Mount Lemmon         | Mt. Lemmon Survey    |
| 437385 | 2013 WH39              | 22 de maig de 2011     | Mount Lemmon         | Mt. Lemmon Survey    |
| 437386 | 2013 WL40              | 7 de maig de 2008      | Kitt Peak            | Spacewatch           |
| 437387 | 2013 WM40              | 26 de desembre de 2006 | Kitt Peak            | Spacewatch           |
| 437388 | 2013 WR41              | 5 d'octubre de 2004    | Kitt Peak            | Spacewatch           |
| 437389 | 2013 WK43              | 27 de març de 2011     | Mount Lemmon         | Mt. Lemmon Survey    |
| 437390 | 2013 WM47              | 6 de juliol de 2005    | Kitt Peak            | Spacewatch           |
| 437391 | 2013 WG48              | 25 de setembre de 1995 | Kitt Peak            | Spacewatch           |
| 437392 | 2013 WX54              | 15 de setembre de 2009 | Kitt Peak            | Spacewatch           |
| 437393 | 2013 WA57              | 31 de març de 2012     | Mount Lemmon         | Mt. Lemmon Survey    |
| 437394 | 2013 WE57              | 30 de desembre de 2007 | Kitt Peak            | Spacewatch           |
| 437395 | 2013 WN62              | 26 de novembre de 2000 | Socorro              | LINEAR               |
| 437396 | 2013 WL63              | 12 d'abril de 2004     | Catalina             | CSS                  |
| 437397 | 2013 WW63              | 9 de novembre de 1999  | Socorro              | LINEAR               |
| 437398 | 2013 WZ63              | 10 de novembre de 2009 | Mount Lemmon         | Mt. Lemmon Survey    |
| 437399 | 2013 WR64              | 24 d'octubre de 2013   | Catalina             | CSS                  |
| 437400 | 2013 WN66              | 17 de novembre de 1995 | Kitt Peak            | Spacewatch           |

## 437401– 437500
| Nom    | Designació provisional | Data de descobriment   | Lloc de descobriment | Descobridor/s          |
| ------ | ---------------------- | ---------------------- | -------------------- | ---------------------- |
| 437401 | 2013 WK67              | 19 de setembre de 2007 | Kitt Peak            | Spacewatch             |
| 437402 | 2013 WK74              | 23 d'octubre de 2006   | Mount Lemmon         | Mt. Lemmon Survey      |
| 437403 | 2013 WU74              | 8 de febrer de 2007    | Mount Lemmon         | Mt. Lemmon Survey      |
| 437404 | 2013 WQ77              | 21 de novembre de 2009 | Kitt Peak            | Spacewatch             |
| 437405 | 2013 WN80              | 14 de desembre de 2004 | Socorro              | LINEAR                 |
| 437406 | 2013 WC83              | 7 d'abril de 2011      | Kitt Peak            | Spacewatch             |
| 437407 | 2013 WM83              | 20 d'agost de 2000     | Kitt Peak            | Spacewatch             |
| 437408 | 2013 WQ83              | 25 de setembre de 2009 | Mount Lemmon         | Mt. Lemmon Survey      |
| 437409 | 2013 WH86              | 27 de desembre de 2006 | Mount Lemmon         | Mt. Lemmon Survey      |
| 437410 | 2013 WE91              | 9 de febrer de 2007    | Catalina             | CSS                    |
| 437411 | 2013 WC94              | 30 de setembre de 2009 | Mount Lemmon         | Mt. Lemmon Survey      |
| 437412 | 2013 WU96              | 18 de setembre de 2009 | Kitt Peak            | Spacewatch             |
| 437413 | 2013 WX97              | 17 de novembre de 2009 | Kitt Peak            | Spacewatch             |
| 437414 | 2013 WX99              | 21 d'abril de 2004     | Kitt Peak            | Spacewatch             |
| 437415 | 2013 WD102             | 13 de febrer de 2010   | WISE                 | WISE                   |
| 437416 | 2013 WG103             | 24 d'octubre de 2003   | Kitt Peak            | Spacewatch             |
| 437417 | 2013 WH103             | 8 d'octubre de 2007    | Mount Lemmon         | Mt. Lemmon Survey      |
| 437418 | 2013 WV106             | 12 de novembre de 2013 | XuYi                 | PMO NEO Survey Program |
| 437419 | 2013 XM2               | 24 d'abril de 2011     | Kitt Peak            | Spacewatch             |
| 437420 | 2013 XS2               | 15 d'octubre de 2013   | Catalina             | CSS                    |
| 437421 | 2013 XP3               | 13 de febrer de 2010   | Catalina             | CSS                    |
| 437422 | 2013 XN11              | 10 de gener de 2007    | Kitt Peak            | Spacewatch             |
| 437423 | 2013 XV17              | 3 de novembre de 2008  | Mount Lemmon         | Mt. Lemmon Survey      |
| 437424 | 2013 XY17              | 23 de maig de 2003     | Kitt Peak            | Spacewatch             |
| 437425 | 2013 XE20              | 11 de gener de 2008    | Mount Lemmon         | Mt. Lemmon Survey      |
| 437426 | 2013 XO20              | 13 de febrer de 2010   | Catalina             | CSS                    |
| 437427 | 2013 XO22              | 18 d'abril de 2009     | Kitt Peak            | Spacewatch             |
| 437428 | 2013 XS22              | 8 de setembre de 2008  | Siding Spring        | Siding Spring Survey   |
| 437429 | 2013 XY22              | 10 d'octubre de 2008   | Mount Lemmon         | Mt. Lemmon Survey      |
| 437430 | 2013 XP23              | 8 de maig de 2005      | Kitt Peak            | Spacewatch             |
| 437431 | 2013 XU24              | 24 de desembre de 2006 | Mount Lemmon         | Mt. Lemmon Survey      |
| 437432 | 2013 XV24              | 20 de setembre de 2008 | Catalina             | CSS                    |
| 437433 | 2013 XF25              | 18 d'octubre de 2009   | Catalina             | CSS                    |
| 437434 | 2013 XM25              | 24 de desembre de 2006 | Kitt Peak            | Spacewatch             |
| 437435 | 2013 YW1               | 28 de gener de 2006    | Catalina             | CSS                    |
| 437436 | 2013 YL5               | 4 de febrer de 2009    | Mount Lemmon         | Mt. Lemmon Survey      |
| 437437 | 2013 YR5               | 18 de gener de 2009    | Kitt Peak            | Spacewatch             |
| 437438 | 2013 YV5               | 24 de setembre de 2008 | Kitt Peak            | Spacewatch             |
| 437439 | 2013 YX5               | 18 de gener de 2009    | Kitt Peak            | Spacewatch             |
| 437440 | 2013 YD6               | 14 de març de 2010     | Catalina             | CSS                    |
| 437441 | 2013 YJ6               | 24 de setembre de 2008 | Mount Lemmon         | Mt. Lemmon Survey      |
| 437442 | 2013 YK6               | 4 de setembre de 2008  | Kitt Peak            | Spacewatch             |
| 437443 | 2013 YN8               | 28 d'octubre de 2013   | Mount Lemmon         | Mt. Lemmon Survey      |
| 437444 | 2013 YG9               | 1 de gener de 2009     | Kitt Peak            | Spacewatch             |
| 437445 | 2013 YN9               | 11 de març de 2005     | Mount Lemmon         | Mt. Lemmon Survey      |
| 437446 | 2013 YX9               | 16 de novembre de 2006 | Mount Lemmon         | Mt. Lemmon Survey      |
| 437447 | 2013 YA10              | 12 de maig de 2010     | Mount Lemmon         | Mt. Lemmon Survey      |
| 437448 | 2013 YB10              | 3 de juliol de 2011    | Mount Lemmon         | Mt. Lemmon Survey      |
| 437449 | 2013 YE10              | 14 de setembre de 2007 | Mount Lemmon         | Mt. Lemmon Survey      |
| 437450 | 2013 YL10              | 2 de novembre de 2007  | Mount Lemmon         | Mt. Lemmon Survey      |
| 437451 | 2013 YY11              | 1 de juliol de 2005    | Kitt Peak            | Spacewatch             |
| 437452 | 2013 YZ12              | 23 de setembre de 2008 | Kitt Peak            | Spacewatch             |
| 437453 | 2013 YT13              | 26 de juny de 2011     | Mount Lemmon         | Mt. Lemmon Survey      |
| 437454 | 2013 YF14              | 9 de febrer de 2008    | Mount Lemmon         | Mt. Lemmon Survey      |
| 437455 | 2013 YT14              | 6 d'abril de 2011      | Mount Lemmon         | Mt. Lemmon Survey      |
| 437456 | 2013 YY15              | 1 de febrer de 2005    | Kitt Peak            | Spacewatch             |
| 437457 | 2013 YQ16              | 15 de març de 2008     | Mount Lemmon         | Mt. Lemmon Survey      |
| 437458 | 2013 YJ17              | 13 de febrer de 2001   | Kitt Peak            | Spacewatch             |
| 437459 | 2013 YK19              | 31 de gener de 2006    | Kitt Peak            | Spacewatch             |
| 437460 | 2013 YR20              | 1 de setembre de 2008  | Siding Spring        | Siding Spring Survey   |
| 437461 | 2013 YN22              | 21 de desembre de 2006 | Kitt Peak            | Spacewatch             |
| 437462 | 2013 YV27              | 15 de novembre de 2007 | Mount Lemmon         | Mt. Lemmon Survey      |
| 437463 | 2013 YD28              | 3 de novembre de 2008  | Mount Lemmon         | Mt. Lemmon Survey      |
| 437464 | 2013 YU28              | 27 de gener de 2003    | Socorro              | LINEAR                 |
| 437465 | 2013 YO31              | 15 de juny de 2010     | WISE                 | WISE                   |
| 437466 | 2013 YM32              | 4 de febrer de 2009    | Mount Lemmon         | Mt. Lemmon Survey      |
| 437467 | 2013 YA35              | 1 de febrer de 2009    | Mount Lemmon         | Mt. Lemmon Survey      |
| 437468 | 2013 YN35              | 27 de gener de 2007    | Kitt Peak            | Spacewatch             |
| 437469 | 2013 YJ40              | 17 de novembre de 2007 | Kitt Peak            | Spacewatch             |
| 437470 | 2013 YF42              | 24 de juny de 2012     | Mount Lemmon         | Mt. Lemmon Survey      |
| 437471 | 2013 YL42              | 18 de desembre de 2009 | Kitt Peak            | Spacewatch             |
| 437472 | 2013 YJ43              | 31 de gener de 2009    | Mount Lemmon         | Mt. Lemmon Survey      |
| 437473 | 2013 YA44              | 9 de setembre de 2007  | Mount Lemmon         | Mt. Lemmon Survey      |
| 437474 | 2013 YO46              | 2 d'octubre de 2008    | Kitt Peak            | Spacewatch             |
| 437475 | 2013 YV46              | 16 de gener de 2009    | Kitt Peak            | Spacewatch             |
| 437476 | 2013 YA47              | 13 de novembre de 2007 | Mount Lemmon         | Mt. Lemmon Survey      |
| 437477 | 2013 YP47              | 3 de novembre de 2004  | Kitt Peak            | Spacewatch             |
| 437478 | 2013 YN49              | 22 d'agost de 1995     | Kitt Peak            | Spacewatch             |
| 437479 | 2013 YT49              | 13 de febrer de 2010   | Mount Lemmon         | Mt. Lemmon Survey      |
| 437480 | 2013 YZ50              | 17 de novembre de 2009 | Mount Lemmon         | Mt. Lemmon Survey      |
| 437481 | 2013 YP51              | 1 de març de 2009      | Catalina             | CSS                    |
| 437482 | 2013 YZ51              | 21 d'octubre de 2006   | Mount Lemmon         | Mt. Lemmon Survey      |
| 437483 | 2013 YP54              | 17 de febrer de 2010   | Catalina             | CSS                    |
| 437484 | 2013 YD55              | 20 de març de 2010     | Mount Lemmon         | Mt. Lemmon Survey      |
| 437485 | 2013 YP55              | 12 de gener de 2010    | Kitt Peak            | Spacewatch             |
| 437486 | 2013 YZ55              | 26 de maig de 2003     | Kitt Peak            | Spacewatch             |
| 437487 | 2013 YB57              | 22 de setembre de 2008 | Mount Lemmon         | Mt. Lemmon Survey      |
| 437488 | 2013 YF58              | 6 d'octubre de 2005    | Kitt Peak            | Spacewatch             |
| 437489 | 2013 YJ58              | 31 d'octubre de 2008   | Mount Lemmon         | Mt. Lemmon Survey      |
| 437490 | 2013 YT58              | 10 de gener de 2010    | Socorro              | LINEAR                 |
| 437491 | 2013 YZ59              | 7 d'octubre de 2008    | Mount Lemmon         | Mt. Lemmon Survey      |
| 437492 | 2013 YP60              | 25 de març de 2006     | Kitt Peak            | Spacewatch             |
| 437493 | 2013 YT61              | 13 de febrer de 2010   | Mount Lemmon         | Mt. Lemmon Survey      |
| 437494 | 2013 YA62              | 2 de desembre de 2004  | Kitt Peak            | Spacewatch             |
| 437495 | 2013 YQ64              | 28 de setembre de 2009 | Mount Lemmon         | Mt. Lemmon Survey      |
| 437496 | 2013 YQ68              | 18 de març de 2010     | Mount Lemmon         | Mt. Lemmon Survey      |
| 437497 | 2013 YN70              | 13 de novembre de 2010 | Kitt Peak            | Spacewatch             |
| 437498 | 2013 YA72              | 27 de març de 2004     | Socorro              | LINEAR                 |
| 437499 | 2013 YE72              | 8 de juny de 2010      | WISE                 | WISE                   |
| 437500 | 2013 YQ73              | 15 de gener de 2005    | Kitt Peak            | Spacewatch             |

## 437501– 437600
| Nom    | Designació provisional | Data de descobriment   | Lloc de descobriment | Descobridor/s        |
| ------ | ---------------------- | ---------------------- | -------------------- | -------------------- |
| 437501 | 2013 YM76              | 14 de novembre de 2007 | Mount Lemmon         | Mt. Lemmon Survey    |
| 437502 | 2013 YV76              | 2 de maig de 2006      | Mount Lemmon         | Mt. Lemmon Survey    |
| 437503 | 2013 YF77              | 17 de novembre de 2009 | Kitt Peak            | Spacewatch           |
| 437504 | 2013 YP77              | 4 de desembre de 2008  | Kitt Peak            | Spacewatch           |
| 437505 | 2013 YJ78              | 24 de desembre de 2013 | Mount Lemmon         | Mt. Lemmon Survey    |
| 437506 | 2013 YH79              | 25 de gener de 2006    | Kitt Peak            | Spacewatch           |
| 437507 | 2013 YJ79              | 16 de desembre de 2004 | Kitt Peak            | Spacewatch           |
| 437508 | 2013 YR79              | 4 de setembre de 2008  | Kitt Peak            | Spacewatch           |
| 437509 | 2013 YQ80              | 29 d'octubre de 2008   | Kitt Peak            | Spacewatch           |
| 437510 | 2013 YB81              | 6 d'octubre de 2008    | Mount Lemmon         | Mt. Lemmon Survey    |
| 437511 | 2013 YC83              | 22 de desembre de 2008 | Kitt Peak            | Spacewatch           |
| 437512 | 2013 YV83              | 29 de gener de 2009    | Kitt Peak            | Spacewatch           |
| 437513 | 2013 YD88              | 7 d'octubre de 2008    | Mount Lemmon         | Mt. Lemmon Survey    |
| 437514 | 2013 YZ90              | 10 d'agost de 2007     | Kitt Peak            | Spacewatch           |
| 437515 | 2013 YF91              | 23 d'octubre de 2008   | Kitt Peak            | Spacewatch           |
| 437516 | 2013 YK91              | 20 de juliol de 2012   | Siding Spring        | Siding Spring Survey |
| 437517 | 2013 YY92              | 11 d'octubre de 2012   | Mount Lemmon         | Mt. Lemmon Survey    |
| 437518 | 2013 YZ92              | 19 d'agost de 2006     | Kitt Peak            | Spacewatch           |
| 437519 | 2013 YK94              | 21 d'agost de 2008     | Kitt Peak            | Spacewatch           |
| 437520 | 2013 YQ96              | 2 d'abril de 2011      | Kitt Peak            | Spacewatch           |
| 437521 | 2013 YE103             | 24 de febrer de 2006   | Catalina             | CSS                  |
| 437522 | 2013 YG104             | 26 de novembre de 2013 | Mount Lemmon         | Mt. Lemmon Survey    |
| 437523 | 2013 YB105             | 19 de febrer de 2009   | Mount Lemmon         | Mt. Lemmon Survey    |
| 437524 | 2013 YX105             | 10 de desembre de 2005 | Kitt Peak            | Spacewatch           |
| 437525 | 2013 YD106             | 26 d'octubre de 2008   | Mount Lemmon         | Mt. Lemmon Survey    |
| 437526 | 2013 YG106             | 22 de maig de 2011     | Mount Lemmon         | Mt. Lemmon Survey    |
| 437527 | 2013 YR106             | 24 de setembre de 2008 | Mount Lemmon         | Mt. Lemmon Survey    |
| 437528 | 2013 YQ109             | 29 d'octubre de 2008   | Kitt Peak            | Spacewatch           |
| 437529 | 2013 YZ110             | 24 de maig de 2006     | Catalina             | CSS                  |
| 437530 | 2013 YR111             | 2 de maig de 1997      | Kitt Peak            | Spacewatch           |
| 437531 | 2013 YX111             | 8 de juliol de 2005    | Kitt Peak            | Spacewatch           |
| 437532 | 2013 YZ112             | 11 de novembre de 2009 | Mount Lemmon         | Mt. Lemmon Survey    |
| 437533 | 2013 YE115             | 7 de gener de 2010     | Kitt Peak            | Spacewatch           |
| 437534 | 2013 YM115             | 4 de febrer de 2005    | Kitt Peak            | Spacewatch           |
| 437535 | 2013 YZ115             | 21 de desembre de 2008 | Mount Lemmon         | Mt. Lemmon Survey    |
| 437536 | 2013 YV116             | 20 de març de 2010     | Mount Lemmon         | Mt. Lemmon Survey    |
| 437537 | 2013 YE117             | 21 d'octubre de 2008   | Mount Lemmon         | Mt. Lemmon Survey    |
| 437538 | 2013 YU117             | 10 d'agost de 2007     | Kitt Peak            | Spacewatch           |
| 437539 | 2013 YF119             | 12 de febrer de 2010   | WISE                 | WISE                 |
| 437540 | 2013 YG121             | 27 de gener de 2007    | Kitt Peak            | Spacewatch           |
| 437541 | 2013 YJ122             | 19 de novembre de 2007 | Kitt Peak            | Spacewatch           |
| 437542 | 2013 YP123             | 16 de febrer de 2010   | WISE                 | WISE                 |
| 437543 | 2013 YV124             | 11 de setembre de 2007 | Mount Lemmon         | Mt. Lemmon Survey    |
| 437544 | 2013 YK125             | 12 d'octubre de 2007   | Mount Lemmon         | Mt. Lemmon Survey    |
| 437545 | 2013 YN125             | 9 de juliol de 2005    | Kitt Peak            | Spacewatch           |
| 437546 | 2013 YT127             | 25 de febrer de 2006   | Catalina             | CSS                  |
| 437547 | 2013 YK128             | 31 d'octubre de 2013   | Mount Lemmon         | Mt. Lemmon Survey    |
| 437548 | 2013 YL128             | 19 de febrer de 2009   | Catalina             | CSS                  |
| 437549 | 2013 YP128             | 20 de novembre de 2009 | Kitt Peak            | Spacewatch           |
| 437550 | 2013 YB129             | 23 de setembre de 2008 | Kitt Peak            | Spacewatch           |
| 437551 | 2013 YJ138             | 16 d'octubre de 2012   | Mount Lemmon         | Mt. Lemmon Survey    |
| 437552 | 2013 YE139             | 30 de setembre de 2000 | Socorro              | LINEAR               |
| 437553 | 2013 YC144             | 8 de maig de 2011      | Kitt Peak            | Spacewatch           |
| 437554 | 2013 YN147             | 15 d'abril de 2010     | Kitt Peak            | Spacewatch           |
| 437555 | 2013 YY148             | 11 de gener de 2010    | Kitt Peak            | Spacewatch           |
| 437556 | 2013 YP149             | 17 de novembre de 2006 | Mount Lemmon         | Mt. Lemmon Survey    |
| 437557 | 2013 YN150             | 10 de juny de 2011     | Mount Lemmon         | Mt. Lemmon Survey    |
| 437558 | 2013 YY150             | 1 de novembre de 2008  | Mount Lemmon         | Mt. Lemmon Survey    |
| 437559 | 2014 AL1               | 21 d'octubre de 2003   | Kitt Peak            | Spacewatch           |
| 437560 | 2014 AX3               | 21 d'octubre de 2007   | Mount Lemmon         | Mt. Lemmon Survey    |
| 437561 | 2014 AH4               | 19 de desembre de 2007 | Mount Lemmon         | Mt. Lemmon Survey    |
| 437562 | 2014 AM4               | 18 de novembre de 2007 | Mount Lemmon         | Mt. Lemmon Survey    |
| 437563 | 2014 AT4               | 28 de setembre de 2003 | Kitt Peak            | Spacewatch           |
| 437564 | 2014 AB7               | 28 de febrer de 2009   | Kitt Peak            | Spacewatch           |
| 437565 | 2014 AH8               | 1 de març de 2009      | Kitt Peak            | Spacewatch           |
| 437566 | 2014 AU8               | 2 de novembre de 2007  | Kitt Peak            | Spacewatch           |
| 437567 | 2014 AM14              | 17 d'abril de 1998     | Kitt Peak            | Spacewatch           |
| 437568 | 2014 AX14              | 23 de setembre de 2008 | Mount Lemmon         | Mt. Lemmon Survey    |
| 437569 | 2014 AZ14              | 6 de gener de 2010     | Kitt Peak            | Spacewatch           |
| 437570 | 2014 AA18              | 12 de setembre de 2007 | Mount Lemmon         | Mt. Lemmon Survey    |
| 437571 | 2014 AL18              | 21 d'octubre de 2003   | Kitt Peak            | Spacewatch           |
| 437572 | 2014 AC19              | 19 de febrer de 2009   | Mount Lemmon         | Mt. Lemmon Survey    |
| 437573 | 2014 AK20              | 9 de febrer de 2007    | Catalina             | CSS                  |
| 437574 | 2014 AV20              | 6 de desembre de 2010  | Mount Lemmon         | Mt. Lemmon Survey    |
| 437575 | 2014 AA28              | 23 de gener de 2006    | Catalina             | CSS                  |
| 437576 | 2014 AO28              | 31 d'agost de 2005     | Kitt Peak            | Spacewatch           |
| 437577 | 2014 AX31              | 9 de febrer de 2010    | Kitt Peak            | Spacewatch           |
| 437578 | 2014 AR37              | 4 de juliol de 2005    | Mount Lemmon         | Mt. Lemmon Survey    |
| 437579 | 2014 AX39              | 20 de setembre de 2011 | Mount Lemmon         | Mt. Lemmon Survey    |
| 437580 | 2014 AQ40              | 15 de març de 2004     | Kitt Peak            | Spacewatch           |
| 437581 | 2014 AQ41              | 25 d'agost de 1998     | Caussols             | ODAS                 |
| 437582 | 2014 AW41              | 15 de març de 2009     | Mount Lemmon         | Mt. Lemmon Survey    |
| 437583 | 2014 AS43              | 20 de febrer de 2006   | Kitt Peak            | Spacewatch           |
| 437584 | 2014 AZ43              | 8 d'octubre de 2008    | Catalina             | CSS                  |
| 437585 | 2014 AK44              | 18 de juliol de 2012   | Catalina             | CSS                  |
| 437586 | 2014 AZ46              | 22 de desembre de 2008 | Kitt Peak            | Spacewatch           |
| 437587 | 2014 AC47              | 18 de febrer de 2010   | WISE                 | WISE                 |
| 437588 | 2014 AU47              | 3 d'octubre de 2003    | Kitt Peak            | Spacewatch           |
| 437589 | 2014 AV47              | 5 de març de 2006      | Kitt Peak            | Spacewatch           |
| 437590 | 2014 AZ49              | 16 d'octubre de 2012   | Kitt Peak            | Spacewatch           |
| 437591 | 2014 AK50              | 7 de maig de 2010      | Mount Lemmon         | Mt. Lemmon Survey    |
| 437592 | 2014 AQ50              | 13 de setembre de 2007 | Mount Lemmon         | Mt. Lemmon Survey    |
| 437593 | 2014 AU53              | 30 de desembre de 2005 | Kitt Peak            | Spacewatch           |
| 437594 | 2014 AX53              | 27 de febrer de 2006   | Kitt Peak            | Spacewatch           |
| 437595 | 2014 AA54              | 13 de febrer de 2001   | Kitt Peak            | Spacewatch           |
| 437596 | 2014 BZ1               | 30 de desembre de 2007 | Kitt Peak            | Spacewatch           |
| 437597 | 2014 BE2               | 22 d'octubre de 2012   | Mount Lemmon         | Mt. Lemmon Survey    |
| 437598 | 2014 BS2               | 18 de febrer de 2010   | WISE                 | WISE                 |
| 437599 | 2014 BG4               | 27 de desembre de 2005 | Kitt Peak            | Spacewatch           |
| 437600 | 2014 BJ5               | 12 de març de 2010     | Mount Lemmon         | Mt. Lemmon Survey    |

## 437601– 437700
| Nom    | Designació provisional | Data de descobriment   | Lloc de descobriment | Descobridor/s                                             |
| ------ | ---------------------- | ---------------------- | -------------------- | --------------------------------------------------------- |
| 437601 | 2014 BU5               | 26 de setembre de 2012 | Mount Lemmon         | Mt. Lemmon Survey                                         |
| 437602 | 2014 BK6               | 30 de desembre de 2007 | Catalina             | CSS                                                       |
| 437603 | 2014 BP6               | 18 de març de 2010     | Kitt Peak            | Spacewatch                                                |
| 437604 | 2014 BO7               | 26 d'octubre de 2012   | Mount Lemmon         | Mt. Lemmon Survey                                         |
| 437605 | 2014 BE8               | 3 de març de 2009      | Mount Lemmon         | Mt. Lemmon Survey                                         |
| 437606 | 2014 BF11              | 25 de març de 2010     | WISE                 | WISE                                                      |
| 437607 | 2014 BF12              | 12 de gener de 2008    | Mount Lemmon         | Mt. Lemmon Survey                                         |
| 437608 | 2014 BL12              | 27 de desembre de 2005 | Mount Lemmon         | Mt. Lemmon Survey                                         |
| 437609 | 2014 BA13              | 15 de setembre de 2004 | Kitt Peak            | Spacewatch                                                |
| 437610 | 2014 BL13              | 15 de gener de 2005    | Kitt Peak            | Spacewatch                                                |
| 437611 | 2014 BS13              | 21 d'octubre de 2003   | Kitt Peak            | Spacewatch                                                |
| 437612 | 2014 BY13              | 13 de setembre de 2004 | Kitt Peak            | Spacewatch                                                |
| 437613 | 2014 BC14              | 7 de gener de 2002     | Kitt Peak            | Spacewatch                                                |
| 437614 | 2014 BX14              | 1 de novembre de 2008  | Kitt Peak            | Spacewatch                                                |
| 437615 | 2014 BJ16              | 1 de febrer de 2009    | Kitt Peak            | Spacewatch                                                |
| 437616 | 2014 BN18              | 24 de desembre de 2013 | Mount Lemmon         | Mt. Lemmon Survey                                         |
| 437617 | 2014 BX19              | 3 de març de 1997      | Kitt Peak            | Spacewatch                                                |
| 437618 | 2014 BG20              | 17 de febrer de 2010   | Catalina             | CSS                                                       |
| 437619 | 2014 BU20              | 27 de març de 2011     | Mount Lemmon         | Mt. Lemmon Survey                                         |
| 437620 | 2014 BG21              | 29 d'agost de 2006     | Kitt Peak            | Spacewatch                                                |
| 437621 | 2014 BG24              | 29 d'agost de 2006     | Kitt Peak            | Spacewatch                                                |
| 437622 | 2014 BN25              | 9 d'octubre de 2004    | Kitt Peak            | Spacewatch                                                |
| 437623 | 2014 BY25              | 25 de setembre de 2012 | Kitt Peak            | Spacewatch                                                |
| 437624 | 2014 BJ26              | 26 d'octubre de 2008   | Mount Lemmon         | Mt. Lemmon Survey                                         |
| 437625 | 2014 BL27              | 5 de març de 2006      | Kitt Peak            | Spacewatch                                                |
| 437626 | 2014 BN27              | 6 d'octubre de 2008    | Mount Lemmon         | Mt. Lemmon Survey                                         |
| 437627 | 2014 BX28              | 6 de juliol de 2005    | Kitt Peak            | Spacewatch                                                |
| 437628 | 2014 BT30              | 28 de setembre de 2003 | Kitt Peak            | Spacewatch                                                |
| 437629 | 2014 BS31              | 27 d'octubre de 2008   | Catalina             | CSS                                                       |
| 437630 | 2014 BL33              | 26 de febrer de 2009   | Mount Lemmon         | Mt. Lemmon Survey                                         |
| 437631 | 2014 BO33              | 7 d'octubre de 2008    | Mount Lemmon         | Mt. Lemmon Survey                                         |
| 437632 | 2014 BG34              | 20 de desembre de 2007 | Mount Lemmon         | Mt. Lemmon Survey                                         |
| 437633 | 2014 BV34              | 30 de juny de 2005     | Kitt Peak            | Spacewatch                                                |
| 437634 | 2014 BX34              | 21 de febrer de 2003   | Kvistaberg           | Uppsala-DLR Asteroid Survey                               |
| 437635 | 2014 BE35              | 24 de novembre de 2008 | Catalina             | CSS                                                       |
| 437636 | 2014 BF35              | 3 de desembre de 2007  | Kitt Peak            | Spacewatch                                                |
| 437637 | 2014 BD36              | 1 de desembre de 2008  | Kitt Peak            | Spacewatch                                                |
| 437638 | 2014 BD37              | 28 de març de 2009     | Kitt Peak            | Spacewatch                                                |
| 437639 | 2014 BD38              | 13 de gener de 2008    | Kitt Peak            | Spacewatch                                                |
| 437640 | 2014 BH38              | 5 de febrer de 2009    | Kitt Peak            | Spacewatch                                                |
| 437641 | 2014 BE39              | 19 d'agost de 2006     | Kitt Peak            | Spacewatch                                                |
| 437642 | 2014 BW40              | 21 de desembre de 2008 | Kitt Peak            | Spacewatch                                                |
| 437643 | 2014 BE44              | 10 de setembre de 2004 | Needville            | Dillon, W. G., Eastman, M.                                |
| 437644 | 2014 BU47              | 29 de gener de 2009    | Kitt Peak            | Spacewatch                                                |
| 437645 | 2014 BV47              | 23 d'agost de 2007     | Kitt Peak            | Spacewatch                                                |
| 437646 | 2014 BW48              | 19 de setembre de 2001 | Socorro              | LINEAR                                                    |
| 437647 | 2014 BU49              | 28 de gener de 2006    | Mount Lemmon         | Mt. Lemmon Survey                                         |
| 437648 | 2014 BX51              | 8 d'octubre de 2007    | Kitt Peak            | Spacewatch                                                |
| 437649 | 2014 BZ52              | 21 de novembre de 1995 | Kitt Peak            | Spacewatch                                                |
| 437650 | 2014 BB55              | 28 de gener de 2003    | Kitt Peak            | Spacewatch                                                |
| 437651 | 2014 BE59              | 19 de març de 2009     | Kitt Peak            | Spacewatch                                                |
| 437652 | 2014 BD61              | 20 de desembre de 2009 | Mount Lemmon         | Mt. Lemmon Survey                                         |
| 437653 | 2014 BP63              | 26 de gener de 2003    | Kitt Peak            | Spacewatch                                                |
| 437654 | 2014 BS63              | 9 d'octubre de 2012    | Catalina             | CSS                                                       |
| 437655 | 2014 CH2               | 16 d'abril de 2005     | Kitt Peak            | Spacewatch                                                |
| 437656 | 2014 CL2               | 13 de maig de 2010     | Kitt Peak            | Spacewatch                                                |
| 437657 | 2014 CN3               | 1 de juliol de 2011    | Mount Lemmon         | Mt. Lemmon Survey                                         |
| 437658 | 2014 CZ3               | 31 de desembre de 2008 | Kitt Peak            | Spacewatch                                                |
| 437659 | 2014 CX4               | 13 d'octubre de 1998   | Kitt Peak            | Spacewatch                                                |
| 437660 | 2014 CT5               | 29 de desembre de 2008 | Kitt Peak            | Spacewatch                                                |
| 437661 | 2014 CE6               | 29 de desembre de 2005 | Mount Lemmon         | Mt. Lemmon Survey                                         |
| 437662 | 2014 CS6               | 19 de gener de 2004    | Kitt Peak            | Spacewatch                                                |
| 437663 | 2014 CE7               | 17 de gener de 2009    | Kitt Peak            | Spacewatch                                                |
| 437664 | 2014 CJ7               | 20 de gener de 2006    | Kitt Peak            | Spacewatch                                                |
| 437665 | 2014 CL9               | 30 d'octubre de 2007   | Kitt Peak            | Spacewatch                                                |
| 437666 | 2014 CA10              | 5 de novembre de 2007  | Kitt Peak            | Spacewatch                                                |
| 437667 | 2014 CS10              | 20 de novembre de 2007 | Mount Lemmon         | Mt. Lemmon Survey                                         |
| 437668 | 2014 CP11              | 13 de desembre de 2013 | Mount Lemmon         | Mt. Lemmon Survey                                         |
| 437669 | 2014 CS12              | 4 de desembre de 2007  | Mount Lemmon         | Mt. Lemmon Survey                                         |
| 437670 | 2014 CE15              | 13 de gener de 2008    | Mount Lemmon         | Mt. Lemmon Survey                                         |
| 437671 | 2014 CS15              | 24 de setembre de 1960 | Palomar              | van Houten, C. J., van Houten-Groeneveld, I., Gehrels, T. |
| 437672 | 2014 CC16              | 27 de gener de 2003    | Anderson Mesa        | LONEOS                                                    |
| 437673 | 2014 CE16              | 16 de setembre de 2003 | Kitt Peak            | Spacewatch                                                |
| 437674 | 2014 CM16              | 9 d'octubre de 2007    | Kitt Peak            | Spacewatch                                                |
| 437675 | 2014 CX16              | 4 d'abril de 2010      | WISE                 | WISE                                                      |
| 437676 | 2014 CY16              | 2 de febrer de 2006    | Kitt Peak            | Spacewatch                                                |
| 437677 | 2014 CA21              | 24 d'abril de 2004     | Kitt Peak            | Spacewatch                                                |
| 437678 | 2014 CC21              | 13 de desembre de 2013 | Mount Lemmon         | Mt. Lemmon Survey                                         |
| 437679 | 2014 CH21              | 10 de març de 2003     | Campo Imperatore     | CINEOS                                                    |
| 437680 | 2014 DE1               | 21 d'agost de 2006     | Kitt Peak            | Spacewatch                                                |
| 437681 | 2014 DX1               | 19 de desembre de 2007 | Kitt Peak            | Spacewatch                                                |
| 437682 | 2014 DX3               | 1 de febrer de 2009    | Kitt Peak            | Spacewatch                                                |
| 437683 | 2014 DZ4               | 4 de febrer de 2005    | Kitt Peak            | Spacewatch                                                |
| 437684 | 2014 DT7               | 13 de gener de 2005    | Kitt Peak            | Spacewatch                                                |
| 437685 | 2014 DL8               | 27 de febrer de 2009   | Catalina             | CSS                                                       |
| 437686 | 2014 DW8               | 20 de febrer de 2009   | Kitt Peak            | Spacewatch                                                |
| 437687 | 2014 DK9               | 21 de març de 2009     | Catalina             | CSS                                                       |
| 437688 | 2014 DV18              | 1 de febrer de 2009    | Mount Lemmon         | Mt. Lemmon Survey                                         |
| 437689 | 2014 DM25              | 4 de febrer de 2009    | Mount Lemmon         | Mt. Lemmon Survey                                         |
| 437690 | 2014 DR26              | 13 de juny de 2005     | Mount Lemmon         | Mt. Lemmon Survey                                         |
| 437691 | 2014 DF28              | 31 de gener de 2009    | Mount Lemmon         | Mt. Lemmon Survey                                         |
| 437692 | 2014 DR28              | 30 de desembre de 2007 | Kitt Peak            | Spacewatch                                                |
| 437693 | 2014 DN29              | 22 de febrer de 1998   | Kitt Peak            | Spacewatch                                                |
| 437694 | 2014 DQ29              | 4 de març de 2005      | Kitt Peak            | Spacewatch                                                |
| 437695 | 2014 DU29              | 4 d'octubre de 1996    | Kitt Peak            | Spacewatch                                                |
| 437696 | 2014 DP31              | 21 de maig de 2010     | WISE                 | WISE                                                      |
| 437697 | 2014 DQ32              | 31 d'agost de 1995     | La Silla             | UESAC                                                     |
| 437698 | 2014 DA36              | 9 d'abril de 2010      | WISE                 | WISE                                                      |
| 437699 | 2014 DL36              | 13 de setembre de 2005 | Kitt Peak            | Spacewatch                                                |
| 437700 | 2014 DG37              | 3 de setembre de 2007  | Catalina             | CSS                                                       |

## 437701– 437800
| Nom    | Designació provisional | Data de descobriment   | Lloc de descobriment | Descobridor/s        |
| ------ | ---------------------- | ---------------------- | -------------------- | -------------------- |
| 437701 | 2014 DY37              | 2 de març de 2009      | Mount Lemmon         | Mt. Lemmon Survey    |
| 437702 | 2014 DX42              | 4 de març de 2005      | Mount Lemmon         | Mt. Lemmon Survey    |
| 437703 | 2014 DU53              | 9 de febrer de 2008    | Mount Lemmon         | Mt. Lemmon Survey    |
| 437704 | 2014 DD62              | 27 de març de 2008     | Mount Lemmon         | Mt. Lemmon Survey    |
| 437705 | 2014 DB76              | 1 d'octubre de 2005    | Kitt Peak            | Spacewatch           |
| 437706 | 2014 DS80              | 7 de novembre de 2007  | Kitt Peak            | Spacewatch           |
| 437707 | 2014 DE81              | 20 d'octubre de 2003   | Kitt Peak            | Spacewatch           |
| 437708 | 2014 DV81              | 16 de març de 2005     | Kitt Peak            | Spacewatch           |
| 437709 | 2014 DF85              | 15 de gener de 2008    | Mount Lemmon         | Mt. Lemmon Survey    |
| 437710 | 2014 DC88              | 24 d'octubre de 2003   | Kitt Peak            | Spacewatch           |
| 437711 | 2014 DU88              | 26 de gener de 2006    | Kitt Peak            | Spacewatch           |
| 437712 | 2014 DW89              | 30 de setembre de 2003 | Kitt Peak            | Spacewatch           |
| 437713 | 2014 DL94              | 25 d'agost de 1998     | Caussols             | ODAS                 |
| 437714 | 2014 DE99              | 9 de novembre de 2007  | Kitt Peak            | Spacewatch           |
| 437715 | 2014 DT102             | 21 d'abril de 2004     | Kitt Peak            | Spacewatch           |
| 437716 | 2014 DV102             | 10 de setembre de 2007 | Kitt Peak            | Spacewatch           |
| 437717 | 2014 DL103             | 13 de juny de 2005     | Kitt Peak            | Spacewatch           |
| 437718 | 2014 DW103             | 9 de setembre de 2011  | Kitt Peak            | Spacewatch           |
| 437719 | 2014 DH105             | 18 d'agost de 2006     | Kitt Peak            | Spacewatch           |
| 437720 | 2014 DB110             | 12 de novembre de 2010 | Kitt Peak            | Spacewatch           |
| 437721 | 2014 DA111             | 19 de març de 2009     | Kitt Peak            | Spacewatch           |
| 437722 | 2014 DD111             | 18 de febrer de 2004   | Kitt Peak            | Spacewatch           |
| 437723 | 2014 DU114             | 19 de març de 2009     | Kitt Peak            | Spacewatch           |
| 437724 | 2014 DR116             | 16 de març de 2009     | Kitt Peak            | Spacewatch           |
| 437725 | 2014 DH120             | 30 d'octubre de 2007   | Kitt Peak            | Spacewatch           |
| 437726 | 2014 DS120             | 28 de desembre de 2002 | Kitt Peak            | Spacewatch           |
| 437727 | 2014 DX121             | 18 de novembre de 2007 | Mount Lemmon         | Mt. Lemmon Survey    |
| 437728 | 2014 DQ124             | 4 de desembre de 2010  | Mount Lemmon         | Mt. Lemmon Survey    |
| 437729 | 2014 DH135             | 27 de novembre de 2011 | Mount Lemmon         | Mt. Lemmon Survey    |
| 437730 | 2014 DO137             | 17 d'octubre de 2009   | Mount Lemmon         | Mt. Lemmon Survey    |
| 437731 | 2014 DP137             | 9 de maig de 2005      | Mount Lemmon         | Mt. Lemmon Survey    |
| 437732 | 2014 DE138             | 19 de novembre de 2008 | Catalina             | CSS                  |
| 437733 | 2014 ET1               | 15 d'octubre de 2012   | Catalina             | CSS                  |
| 437734 | 2014 EE9               | 28 de setembre de 2009 | Kitt Peak            | Spacewatch           |
| 437735 | 2014 EF9               | 17 de desembre de 2007 | Mount Lemmon         | Mt. Lemmon Survey    |
| 437736 | 2014 EC10              | 25 de novembre de 2006 | Mount Lemmon         | Mt. Lemmon Survey    |
| 437737 | 2014 EN15              | 21 de febrer de 2009   | Kitt Peak            | Spacewatch           |
| 437738 | 2014 EV19              | 12 de març de 2008     | Kitt Peak            | Spacewatch           |
| 437739 | 2014 EF28              | 12 de desembre de 2012 | Mount Lemmon         | Mt. Lemmon Survey    |
| 437740 | 2014 EQ29              | 11 d'octubre de 2009   | Mount Lemmon         | Mt. Lemmon Survey    |
| 437741 | 2014 EE31              | 9 d'octubre de 2004    | Kitt Peak            | Spacewatch           |
| 437742 | 2014 EL34              | 16 de desembre de 2007 | Kitt Peak            | Spacewatch           |
| 437743 | 2014 EM35              | 3 de febrer de 2008    | Kitt Peak            | Spacewatch           |
| 437744 | 2014 EG40              | 19 de novembre de 2006 | Catalina             | CSS                  |
| 437745 | 2014 EY43              | 18 de juny de 2010     | WISE                 | WISE                 |
| 437746 | 2014 FZ2               | 25 de setembre de 2012 | Mount Lemmon         | Mt. Lemmon Survey    |
| 437747 | 2014 FH11              | 10 de gener de 2003    | Kitt Peak            | Spacewatch           |
| 437748 | 2014 FS11              | 22 d'octubre de 2006   | Catalina             | CSS                  |
| 437749 | 2014 FL15              | 11 de gener de 2008    | Mount Lemmon         | Mt. Lemmon Survey    |
| 437750 | 2014 FR30              | 23 de març de 2003     | Kitt Peak            | Spacewatch           |
| 437751 | 2014 FK40              | 30 de desembre de 2007 | Mount Lemmon         | Mt. Lemmon Survey    |
| 437752 | 2014 FR42              | 10 de novembre de 2010 | Mount Lemmon         | Mt. Lemmon Survey    |
| 437753 | 2014 FW49              | 24 de maig de 2006     | Mount Lemmon         | Mt. Lemmon Survey    |
| 437754 | 2014 FK51              | 10 de novembre de 2010 | Kitt Peak            | Spacewatch           |
| 437755 | 2014 FZ63              | 1 de desembre de 2008  | Mount Lemmon         | Mt. Lemmon Survey    |
| 437756 | 2014 FM68              | 15 de desembre de 2007 | Catalina             | CSS                  |
| 437757 | 2014 GM3               | 6 de novembre de 2010  | Mount Lemmon         | Mt. Lemmon Survey    |
| 437758 | 2014 GK39              | 19 de març de 2009     | Kitt Peak            | Spacewatch           |
| 437759 | 2014 GG47              | 20 de gener de 2012    | Mount Lemmon         | Mt. Lemmon Survey    |
| 437760 | 2014 HP149             | 6 de setembre de 2008  | Kitt Peak            | Spacewatch           |
| 437761 | 2014 HG170             | 2 de gener de 2012     | Mount Lemmon         | Mt. Lemmon Survey    |
| 437762 | 2014 JD61              | 4 de gener de 2001     | Prescott             | Comba, P. G.         |
| 437763 | 2014 JX78              | 16 de gener de 2005    | Kitt Peak            | Spacewatch           |
| 437764 | 2014 KJ4               | 22 de setembre de 1998 | Anderson Mesa        | LONEOS               |
| 437765 | 2014 WN493             | 7 d'octubre de 2007    | Kitt Peak            | Spacewatch           |
| 437766 | 2015 AU2               | 7 d'abril de 2005      | Catalina             | CSS                  |
| 437767 | 2015 AT109             | 16 de novembre de 2006 | Kitt Peak            | Spacewatch           |
| 437768 | 2015 AQ167             | 4 de gener de 2006     | Kitt Peak            | Spacewatch           |
| 437769 | 2015 AD178             | 26 de febrer de 2007   | Mount Lemmon         | Mt. Lemmon Survey    |
| 437770 | 2015 AP191             | 11 de desembre de 2004 | Kitt Peak            | Spacewatch           |
| 437771 | 2015 AC198             | 28 de setembre de 2009 | Mount Lemmon         | Mt. Lemmon Survey    |
| 437772 | 2015 BO36              | 27 de setembre de 2006 | Kitt Peak            | Spacewatch           |
| 437773 | 2015 BR38              | 9 de maig de 2005      | Kitt Peak            | Spacewatch           |
| 437774 | 2015 BL63              | 2 d'abril de 2005      | Mount Lemmon         | Mt. Lemmon Survey    |
| 437775 | 2015 BS73              | 18 de desembre de 2004 | Mount Lemmon         | Mt. Lemmon Survey    |
| 437776 | 2015 BB93              | 11 de setembre de 2007 | Mount Lemmon         | Mt. Lemmon Survey    |
| 437777 | 2015 BH133             | 10 de març de 1997     | Kitt Peak            | Spacewatch           |
| 437778 | 2015 BN304             | 28 de març de 1998     | Socorro              | LINEAR               |
| 437779 | 2015 BT464             | 8 de juny de 1999      | Kitt Peak            | Spacewatch           |
| 437780 | 2015 BR511             | 16 de novembre de 2006 | Catalina             | CSS                  |
| 437781 | 2015 CS2               | 25 de maig de 2010     | WISE                 | WISE                 |
| 437782 | 2015 CT5               | 6 de gener de 2006     | Kitt Peak            | Spacewatch           |
| 437783 | 2015 CV5               | 19 de novembre de 2008 | Mount Lemmon         | Mt. Lemmon Survey    |
| 437784 | 2015 CH11              | 14 de gener de 2002    | Kitt Peak            | Spacewatch           |
| 437785 | 2015 CA12              | 7 d'octubre de 2008    | Mount Lemmon         | Mt. Lemmon Survey    |
| 437786 | 2015 CB24              | 26 de desembre de 2006 | Kitt Peak            | Spacewatch           |
| 437787 | 2015 CC25              | 12 d'abril de 2005     | Mount Lemmon         | Mt. Lemmon Survey    |
| 437788 | 2015 CH32              | 8 d'octubre de 2004    | Anderson Mesa        | LONEOS               |
| 437789 | 2015 CU39              | 26 de febrer de 2009   | Catalina             | CSS                  |
| 437790 | 2015 CP40              | 30 de gener de 2004    | Kitt Peak            | Spacewatch           |
| 437791 | 2015 CT40              | 6 de setembre de 2004  | Siding Spring        | Siding Spring Survey |
| 437792 | 2015 CV40              | 28 de gener de 2004    | Kitt Peak            | Spacewatch           |
| 437793 | 2015 CC42              | 7 de novembre de 2008  | Mount Lemmon         | Mt. Lemmon Survey    |
| 437794 | 2015 CD42              | 30 de juliol de 2008   | Kitt Peak            | Spacewatch           |
| 437795 | 2015 CE47              | 18 de març de 2004     | Socorro              | LINEAR               |
| 437796 | 2015 CS48              | 29 de juliol de 2008   | Mount Lemmon         | Mt. Lemmon Survey    |
| 437797 | 2015 CR53              | 26 de novembre de 2009 | Mount Lemmon         | Mt. Lemmon Survey    |
| 437798 | 2015 CL56              | 7 de febrer de 2002    | Kitt Peak            | Spacewatch           |
| 437799 | 2015 CM56              | 28 de setembre de 2008 | Mount Lemmon         | Mt. Lemmon Survey    |
| 437800 | 2015 CP56              | 4 de febrer de 2010    | WISE                 | WISE                 |

## 437801– 437900
| Nom    | Designació provisional | Data de descobriment   | Lloc de descobriment | Descobridor/s                                             |
| ------ | ---------------------- | ---------------------- | -------------------- | --------------------------------------------------------- |
| 437801 | 2015 CK59              | 11 de febrer de 2004   | Kitt Peak            | Spacewatch                                                |
| 437802 | 2015 DH                | 14 de desembre de 2001 | Kitt Peak            | Spacewatch                                                |
| 437803 | 2015 DU20              | 8 d'octubre de 2008    | Kitt Peak            | Spacewatch                                                |
| 437804 | 2015 DF23              | 12 de febrer de 2004   | Kitt Peak            | Spacewatch                                                |
| 437805 | 2015 DG24              | 2 de març de 2006      | Kitt Peak            | Spacewatch                                                |
| 437806 | 2015 DK29              | 4 d'octubre de 2000    | Kitt Peak            | Spacewatch                                                |
| 437807 | 2015 DG34              | 2 de maig de 2006      | Mount Lemmon         | Mt. Lemmon Survey                                         |
| 437808 | 2015 DQ34              | 3 de març de 2000      | Socorro              | LINEAR                                                    |
| 437809 | 2015 DM36              | 1 d'abril de 2008      | Mount Lemmon         | Mt. Lemmon Survey                                         |
| 437810 | 2015 DE41              | 2 de març de 2006      | Mount Lemmon         | Mt. Lemmon Survey                                         |
| 437811 | 2015 DB42              | 27 d'octubre de 2003   | Kitt Peak            | Spacewatch                                                |
| 437812 | 2015 DG45              | 21 de març de 2002     | Kitt Peak            | Spacewatch                                                |
| 437813 | 2015 DR94              | 23 de setembre de 2008 | Kitt Peak            | Spacewatch                                                |
| 437814 | 2015 DA99              | 13 de març de 2004     | Kitt Peak            | Spacewatch                                                |
| 437815 | 2015 DB99              | 30 de març de 2006     | Kitt Peak            | Spacewatch                                                |
| 437816 | 2015 DA106             | 14 de febrer de 2010   | Mount Lemmon         | Mt. Lemmon Survey                                         |
| 437817 | 2015 DQ114             | 28 d'abril de 2000     | Kitt Peak            | Spacewatch                                                |
| 437818 | 2015 DB115             | 15 de gener de 2001    | Socorro              | LINEAR                                                    |
| 437819 | 2015 DN117             | 18 de setembre de 2012 | Mount Lemmon         | Mt. Lemmon Survey                                         |
| 437820 | 2015 DM156             | 30 de desembre de 2005 | Kitt Peak            | Spacewatch                                                |
| 437821 | 2015 DZ160             | 31 de març de 2008     | Mount Lemmon         | Mt. Lemmon Survey                                         |
| 437822 | 2015 DE165             | 6 d'octubre de 2008    | Kitt Peak            | Spacewatch                                                |
| 437823 | 2015 DV166             | 12 de maig de 2007     | Kitt Peak            | Spacewatch                                                |
| 437824 | 2015 DC168             | 9 d'octubre de 2007    | Kitt Peak            | Spacewatch                                                |
| 437825 | 2015 DD197             | 15 de setembre de 2007 | Kitt Peak            | Spacewatch                                                |
| 437826 | 2015 DQ216             | 21 d'abril de 2004     | Kitt Peak            | Spacewatch                                                |
| 437827 | 2015 DW216             | 4 de setembre de 2007  | Mount Lemmon         | Mt. Lemmon Survey                                         |
| 437828 | 2015 EZ3               | 24 de febrer de 2006   | Catalina             | CSS                                                       |
| 437829 | 2015 FT284             | 11 de juny de 2004     | Socorro              | LINEAR                                                    |
| 437830 | 3383 T-3               | 16 d'octubre de 1977   | Palomar              | van Houten, C. J., van Houten-Groeneveld, I., Gehrels, T. |
| 437831 | 3716 T-3               | 16 d'octubre de 1977   | Palomar              | van Houten, C. J., van Houten-Groeneveld, I., Gehrels, T. |
| 437832 | 3752 T-3               | 16 d'octubre de 1977   | Palomar              | van Houten, C. J., van Houten-Groeneveld, I., Gehrels, T. |
| 437833 | 1994 PP13              | 10 d'agost de 1994     | La Silla             | Elst, E. W.                                               |
| 437834 | 1995 SX31              | 21 de setembre de 1995 | Kitt Peak            | Spacewatch                                                |
| 437835 | 1995 UX80              | 25 d'octubre de 1995   | Kitt Peak            | Spacewatch                                                |
| 437836 | 1996 BL11              | 24 de gener de 1996    | Kitt Peak            | Spacewatch                                                |
| 437837 | 1996 JM11              | 15 de maig de 1996     | Kitt Peak            | Spacewatch                                                |
| 437838 | 1996 LH2               | 8 d'agost de 1996      | Kitt Peak            | Spacewatch                                                |
| 437839 | 1996 VD20              | 8 de novembre de 1996  | Kitt Peak            | Spacewatch                                                |
| 437840 | 1997 SN30              | 30 de setembre de 1997 | Kitt Peak            | Spacewatch                                                |
| 437841 | 1998 HD14              | 25 d'abril de 1998     | Haleakala            | NEAT                                                      |
| 437842 | 1998 RB56              | 14 de setembre de 1998 | Socorro              | LINEAR                                                    |
| 437843 | 1998 SY19              | 20 de setembre de 1998 | Kitt Peak            | Spacewatch                                                |
| 437844 | 1999 MN                | 22 de juny de 1999     | Catalina             | CSS                                                       |
| 437845 | 1999 RA24              | 7 de setembre de 1999  | Socorro              | LINEAR                                                    |
| 437846 | 1999 RJ27              | 6 de setembre de 1999  | Kitt Peak            | Spacewatch                                                |
| 437847 | 1999 RE114             | 9 de setembre de 1999  | Socorro              | LINEAR                                                    |
| 437848 | 1999 TQ70              | 9 d'octubre de 1999    | Kitt Peak            | Spacewatch                                                |
| 437849 | 1999 TE145             | 7 d'octubre de 1999    | Socorro              | LINEAR                                                    |
| 437850 | 1999 TF218             | 15 d'octubre de 1999   | Socorro              | LINEAR                                                    |
| 437851 | 1999 TT278             | 6 d'octubre de 1999    | Socorro              | LINEAR                                                    |
| 437852 | 1999 TC297             | 2 d'octubre de 1999    | Catalina             | CSS                                                       |
| 437853 | 1999 VR111             | 9 de novembre de 1999  | Socorro              | LINEAR                                                    |
| 437854 | 1999 XW16              | 7 de desembre de 1999  | Socorro              | LINEAR                                                    |
| 437855 | 1999 YE16              | 31 de desembre de 1999 | Kitt Peak            | Spacewatch                                                |
| 437856 | 2000 AM213             | 6 de gener de 2000     | Kitt Peak            | Spacewatch                                                |
| 437857 | 2000 EB98              | 12 de març de 2000     | Socorro              | LINEAR                                                    |
| 437858 | 2000 LA34              | 25 de maig de 2000     | Kitt Peak            | Spacewatch                                                |
| 437859 | 2000 QO147             | 31 d'agost de 2000     | Socorro              | LINEAR                                                    |
| 437860 | 2000 SK66              | 19 de setembre de 2000 | Kitt Peak            | Spacewatch                                                |
| 437861 | 2000 SV89              | 7 de juliol de 2000    | Socorro              | LINEAR                                                    |
| 437862 | 2000 SR131             | 22 de setembre de 2000 | Socorro              | LINEAR                                                    |
| 437863 | 2000 SN347             | 22 de setembre de 2000 | Socorro              | LINEAR                                                    |
| 437864 | 2000 TL44              | 23 de setembre de 2000 | Anderson Mesa        | LONEOS                                                    |
| 437865 | 2000 UH97              | 25 d'octubre de 2000   | Socorro              | LINEAR                                                    |
| 437866 | 2000 WF138             | 21 de novembre de 2000 | Socorro              | LINEAR                                                    |
| 437867 | 2000 YR15              | 22 de desembre de 2000 | Anderson Mesa        | LONEOS                                                    |
| 437868 | 2000 YF24              | 28 de desembre de 2000 | Kitt Peak            | Spacewatch                                                |
| 437869 | 2000 YZ30              | 27 de desembre de 2000 | Kitt Peak            | Spacewatch                                                |
| 437870 | 2001 DY25              | 17 de febrer de 2001   | Socorro              | LINEAR                                                    |
| 437871 | 2001 FN185             | 26 de març de 2001     | Kitt Peak            | Buie, M. W.                                               |
| 437872 | 2001 OK48              | 16 de juliol de 2001   | Haleakala            | NEAT                                                      |
| 437873 | 2001 OO101             | 28 de juliol de 2001   | Anderson Mesa        | LONEOS                                                    |
| 437874 | 2001 QV39              | 16 d'agost de 2001     | Socorro              | LINEAR                                                    |
| 437875 | 2001 QR126             | 20 d'agost de 2001     | Socorro              | LINEAR                                                    |
| 437876 | 2001 QE129             | 20 de juliol de 2001   | Anderson Mesa        | LONEOS                                                    |
| 437877 | 2001 QE227             | 24 d'agost de 2001     | Anderson Mesa        | LONEOS                                                    |
| 437878 | 2001 QX275             | 19 d'agost de 2001     | Socorro              | LINEAR                                                    |
| 437879 | 2001 RX11              | 8 de setembre de 2001  | Anderson Mesa        | LONEOS                                                    |
| 437880 | 2001 RJ22              | 24 d'agost de 2001     | Socorro              | LINEAR                                                    |
| 437881 | 2001 RE53              | 12 de setembre de 2001 | Socorro              | LINEAR                                                    |
| 437882 | 2001 RX53              | 12 de setembre de 2001 | Socorro              | LINEAR                                                    |
| 437883 | 2001 RR82              | 11 de setembre de 2001 | Anderson Mesa        | LONEOS                                                    |
| 437884 | 2001 RA114             | 12 de setembre de 2001 | Socorro              | LINEAR                                                    |
| 437885 | 2001 RS137             | 12 de setembre de 2001 | Socorro              | LINEAR                                                    |
| 437886 | 2001 SS35              | 16 de setembre de 2001 | Socorro              | LINEAR                                                    |
| 437887 | 2001 SR96              | 22 d'agost de 2001     | Kitt Peak            | Spacewatch                                                |
| 437888 | 2001 SO140             | 16 de setembre de 2001 | Socorro              | LINEAR                                                    |
| 437889 | 2001 SS205             | 19 de setembre de 2001 | Socorro              | LINEAR                                                    |
| 437890 | 2001 SK210             | 18 de setembre de 2001 | Kitt Peak            | Spacewatch                                                |
| 437891 | 2001 SG219             | 19 de setembre de 2001 | Socorro              | LINEAR                                                    |
| 437892 | 2001 SS231             | 19 de setembre de 2001 | Socorro              | LINEAR                                                    |
| 437893 | 2001 SR241             | 19 de setembre de 2001 | Socorro              | LINEAR                                                    |
| 437894 | 2001 SY304             | 20 de setembre de 2001 | Socorro              | LINEAR                                                    |
| 437895 | 2001 TL4               | 7 d'octubre de 2001    | Palomar              | NEAT                                                      |
| 437896 | 2001 TE185             | 14 d'octubre de 2001   | Socorro              | LINEAR                                                    |
| 437897 | 2001 UE31              | 16 d'octubre de 2001   | Socorro              | LINEAR                                                    |
| 437898 | 2001 UT39              | 17 d'octubre de 2001   | Socorro              | LINEAR                                                    |
| 437899 | 2001 UN60              | 17 d'octubre de 2001   | Socorro              | LINEAR                                                    |
| 437900 | 2001 UB79              | 20 d'octubre de 2001   | Socorro              | LINEAR                                                    |

## 437901– 438000
| Nom    | Designació provisional | Data de descobriment   | Lloc de descobriment | Descobridor/s            |
| ------ | ---------------------- | ---------------------- | -------------------- | ------------------------ |
| 437901 | 2001 UE128             | 21 de setembre de 2001 | Anderson Mesa        | LONEOS                   |
| 437902 | 2001 UD164             | 26 de setembre de 2001 | Socorro              | LINEAR                   |
| 437903 | 2001 VT133             | 11 de novembre de 2001 | Apache Point         | Sloan Digital Sky Survey |
| 437904 | 2001 WS34              | 24 d'octubre de 2001   | Socorro              | LINEAR                   |
| 437905 | 2001 XU30              | 13 de desembre de 2001 | Socorro              | LINEAR                   |
| 437906 | 2001 XF220             | 15 de desembre de 2001 | Socorro              | LINEAR                   |
| 437907 | 2001 XC230             | 20 de novembre de 2001 | Socorro              | LINEAR                   |
| 437908 | 2001 XW266             | 9 de desembre de 2001  | Mauna Kea            | Tholen, D. J.            |
| 437909 | 2002 AM14              | 14 de gener de 2002    | Socorro              | LINEAR                   |
| 437910 | 2002 AU31              | 23 de desembre de 2001 | Anderson Mesa        | LONEOS                   |
| 437911 | 2002 AL43              | 9 de gener de 2002     | Socorro              | LINEAR                   |
| 437912 | 2002 CA61              | 6 de febrer de 2002    | Socorro              | LINEAR                   |
| 437913 | 2002 CT205             | 10 de febrer de 2002   | Socorro              | LINEAR                   |
| 437914 | 2002 EO7               | 12 de març de 2002     | Socorro              | LINEAR                   |
| 437915 | 2002 GD32              | 7 d'abril de 2002      | Cerro Tololo         | Buie, M. W.              |
| 437916 | 2002 GE60              | 8 d'abril de 2002      | Kitt Peak            | Spacewatch               |
| 437917 | 2002 GO156             | 13 d'abril de 2002     | Palomar              | NEAT                     |
| 437918 | 2002 JR2               | 3 de maig de 2002      | Anderson Mesa        | LONEOS                   |
| 437919 | 2002 JX14              | 8 de maig de 2002      | Socorro              | LINEAR                   |
| 437920 | 2002 LV13              | 6 de juny de 2002      | Socorro              | LINEAR                   |
| 437921 | 2002 LH47              | 7 de maig de 2002      | Socorro              | LINEAR                   |
| 437922 | 2002 NJ44              | 12 de juny de 2002     | Palomar              | NEAT                     |
| 437923 | 2002 NB70              | 10 de juliol de 2002   | Palomar              | NEAT                     |
| 437924 | 2002 OE16              | 18 de juliol de 2002   | Socorro              | LINEAR                   |
| 437925 | 2002 PJ104             | 12 d'agost de 2002     | Socorro              | LINEAR                   |
| 437926 | 2002 PH105             | 12 d'agost de 2002     | Socorro              | LINEAR                   |
| 437927 | 2002 PC117             | 14 d'agost de 2002     | Anderson Mesa        | LONEOS                   |
| 437928 | 2002 PM123             | 15 d'agost de 2002     | Palomar              | NEAT                     |
| 437929 | 2002 PY136             | 15 d'agost de 2002     | Palomar              | NEAT                     |
| 437930 | 2002 PR137             | 15 d'agost de 2002     | Socorro              | LINEAR                   |
| 437931 | 2002 PX155             | 8 d'agost de 2002      | Palomar              | Hönig, S. F.             |
| 437932 | 2002 PG160             | 8 d'agost de 2002      | Palomar              | Hönig, S. F.             |
| 437933 | 2002 PX177             | 15 d'agost de 2002     | Palomar              | NEAT                     |
| 437934 | 2002 QU1               | 16 d'agost de 2002     | Haleakala            | NEAT                     |
| 437935 | 2002 QH25              | 12 d'agost de 2002     | Socorro              | LINEAR                   |
| 437936 | 2002 QH40              | 30 d'agost de 2002     | Socorro              | LINEAR                   |
| 437937 | 2002 QX59              | 16 d'agost de 2002     | Palomar              | NEAT                     |
| 437938 | 2002 QQ81              | 30 d'agost de 2002     | Palomar              | NEAT                     |
| 437939 | 2002 QC112             | 26 d'agost de 2002     | Palomar              | NEAT                     |
| 437940 | 2002 QV129             | 28 d'agost de 2002     | Palomar              | NEAT                     |
| 437941 | 2002 QZ134             | 18 d'agost de 2002     | Palomar              | NEAT                     |
| 437942 | 2002 RW138             | 10 de setembre de 2002 | Palomar              | NEAT                     |
| 437943 | 2002 RW160             | 12 de setembre de 2002 | Palomar              | NEAT                     |
| 437944 | 2002 RL176             | 13 de setembre de 2002 | Palomar              | NEAT                     |
| 437945 | 2002 RS198             | 13 de setembre de 2002 | Palomar              | NEAT                     |
| 437946 | 2002 RX226             | 14 de setembre de 2002 | Palomar              | NEAT                     |
| 437947 | 2002 RT235             | 11 de setembre de 2002 | Palomar              | White, M., Collins, M.   |
| 437948 | 2002 RJ256             | 13 de setembre de 2002 | Palomar              | NEAT                     |
| 437949 | 2002 RN263             | 13 de setembre de 2002 | Palomar              | NEAT                     |
| 437950 | 2002 RA266             | 13 de setembre de 2002 | Palomar              | NEAT                     |
| 437951 | 2002 SD15              | 30 d'agost de 2002     | Socorro              | LINEAR                   |
| 437952 | 2002 SA19              | 27 de setembre de 2002 | Socorro              | LINEAR                   |
| 437953 | 2002 SF64              | 27 de setembre de 2002 | Palomar              | NEAT                     |
| 437954 | 2002 TT57              | 2 d'octubre de 2002    | Campo Imperatore     | CINEOS                   |
| 437955 | 2002 TP60              | 5 d'octubre de 2002    | Socorro              | LINEAR                   |
| 437956 | 2002 TU67              | 5 d'octubre de 2002    | Socorro              | LINEAR                   |
| 437957 | 2002 TM305             | 4 d'octubre de 2002    | Apache Point         | Sloan Digital Sky Survey |
| 437958 | 2002 TJ320             | 5 d'octubre de 2002    | Apache Point         | Sloan Digital Sky Survey |
| 437959 | 2002 TK381             | 9 d'octubre de 2002    | Palomar              | NEAT                     |
| 437960 | 2002 UQ59              | 29 d'octubre de 2002   | Apache Point         | Sloan Digital Sky Survey |
| 437961 | 2002 VE14              | 31 d'octubre de 2002   | Socorro              | LINEAR                   |
| 437962 | 2002 XE14              | 5 de desembre de 2002  | Kitt Peak            | Spacewatch               |
| 437963 | 2002 XP41              | 6 de desembre de 2002  | Socorro              | LINEAR                   |
| 437964 | 2002 XD72              | 11 de desembre de 2002 | Socorro              | LINEAR                   |
| 437965 | 2003 AL73              | 12 de gener de 2003    | Socorro              | LINEAR                   |
| 437966 | 2003 EE33              | 7 de març de 2003      | Anderson Mesa        | LONEOS                   |
| 437967 | 2003 FP133             | 27 de març de 2003     | Kitt Peak            | Spacewatch               |
| 437968 | 2003 GJ41              | 9 d'abril de 2003      | Palomar              | NEAT                     |
| 437969 | 2003 HB58              | 26 d'abril de 2003     | Kitt Peak            | Spacewatch               |
| 437970 | 2003 ND12              | 3 de juliol de 2003    | Kitt Peak            | Spacewatch               |
| 437971 | 2003 OE4               | 3 de juliol de 2003    | Anderson Mesa        | LONEOS                   |
| 437972 | 2003 QT10              | 22 d'agost de 2003 }   | Socorro              | LINEAR                   |
| 437973 | 2003 QN24              | 21 d'agost de 2003     | Campo Imperatore     | CINEOS                   |
| 437974 | 2003 QT55              | 23 d'agost de 2003     | Socorro              | LINEAR                   |
| 437975 | 2003 RW7               | 5 de setembre de 2003  | Socorro              | LINEAR                   |
| 437976 | 2003 RN22              | 15 de setembre de 2003 | Haleakala            | NEAT                     |
| 437977 | 2003 SE24              | 17 de setembre de 2003 | Palomar              | NEAT                     |
| 437978 | 2003 SS41              | 16 de setembre de 2003 | Palomar              | NEAT                     |
| 437979 | 2003 SG43              | 16 de setembre de 2003 | Anderson Mesa        | LONEOS                   |
| 437980 | 2003 ST56              | 15 de setembre de 2003 | Anderson Mesa        | LONEOS                   |
| 437981 | 2003 SL117             | 16 de setembre de 2003 | Kitt Peak            | Spacewatch               |
| 437982 | 2003 SK125             | 19 de setembre de 2003 | Palomar              | NEAT                     |
| 437983 | 2003 SY145             | 20 de setembre de 2003 | Palomar              | NEAT                     |
| 437984 | 2003 SS153             | 19 de setembre de 2003 | Anderson Mesa        | LONEOS                   |
| 437985 | 2003 SF288             | 30 de setembre de 2003 | Kitt Peak            | Spacewatch               |
| 437986 | 2003 SO296             | 29 de setembre de 2003 | Anderson Mesa        | LONEOS                   |
| 437987 | 2003 SU307             | 27 de setembre de 2003 | Socorro              | LINEAR                   |
| 437988 | 2003 SB408             | 27 de setembre de 2003 | Apache Point         | Sloan Digital Sky Survey |
| 437989 | 2003 SF423             | 19 de setembre de 2003 | Kitt Peak            | Spacewatch               |
| 437990 | 2003 TT17              | 15 d'octubre de 2003   | Palomar              | NEAT                     |
| 437991 | 2003 TZ47              | 19 de setembre de 2003 | Kitt Peak            | Spacewatch               |
| 437992 | 2003 TC59              | 5 d'octubre de 2003    | Kitt Peak            | Spacewatch               |
| 437993 | 2003 UT5               | 18 d'octubre de 2003   | Palomar              | NEAT                     |
| 437994 | 2003 UL12              | 19 d'octubre de 2003   | Socorro              | LINEAR                   |
| 437995 | 2003 UR51              | 18 d'octubre de 2003   | Palomar              | NEAT                     |
| 437996 | 2003 UE102             | 20 d'octubre de 2003   | Socorro              | LINEAR                   |
| 437997 | 2003 UY118             | 3 d'octubre de 2003    | Kitt Peak            | Spacewatch               |
| 437998 | 2003 UA126             | 20 d'octubre de 2003   | Kitt Peak            | Spacewatch               |
| 437999 | 2003 UH132             | 19 d'octubre de 2003   | Palomar              | NEAT                     |
| 438000 | 2003 UG176             | 21 d'octubre de 2003   | Anderson Mesa        | LONEOS                   |